# Justo José de Urquiza
Justo José de Urquiza (Talar de Arroyo Largo, Virreinato del Río de la Plata, 18 de octubre de 1801-Palacio San José, Caseros, Entre Ríos, 11 de abril de 1870) fue un militar y político argentino. Fue varias veces gobernador de la provincia de Entre Ríos, líder del Partido Federal y presidente de la Confederación Argentina entre 1854 y 1860.
Lideró en 1852 el Ejército Grande con el que derrotó a Juan Manuel de Rosas en la batalla de Caseros, lo que puso fin a sus 17 años de gobierno. Al año siguiente convocó un Congreso Constituyente que aprobó la primera constitución nacional argentina, la constitución de 1853. En 1854 fue electo como primer presidente de la Confederación Argentina, cargo que ocupó por seis años, por lo que también se convirtió así en el primer presidente constitucional argentino, aunque el país no incluía a la provincia de Buenos Aires que había decidido separarse.

## Origen familiar y primeros años

### Familia e inicios en la política

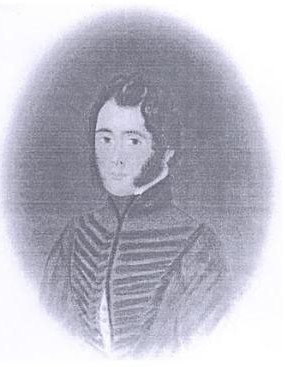
Primer retrato de Justo José de Urquiza; lo muestra en su juventud, cuando militaba en las milicias de Concepción del Uruguay. El original fue encontrado en la estancia San Pedro de Entre Ríos, propiedad de miembros de la familia Campos Urquiza.

Su padre, Joseph Narciso de Urquiza y Álzaga, era un colono español de origen vasco que se unió en matrimonio con la infanzona María Cándida Ramón-García y Monzón, de origen luso-hispano-argentino, siendo esta una descendiente de los portugueses Inés Nunes Cabral de Melo y de su esposo Gil González de Moura.
Ambos progenitores se radicaron en la intendencia de Buenos Aires, en la actual provincia de Entre Ríos, dedicándose a la actividad rural y a la función pública. Luego de la Revolución de Mayo, en 1810, emigraron a la Banda Oriental para seguir siendo fieles al Reino de España.
Regresaron en 1812, y cinco años más tarde Justo José fue enviado al Colegio de San Carlos en Buenos Aires.
En 1819 se instaló en la pujante villa Arroyo de La China, actual Concepción del Uruguay, dedicándose a la actividad rural y comercial, para la cual demostró una enorme capacidad. Su hermano mayor, Cipriano de Urquiza, fue secretario y luego ministro del primer gran caudillo entrerriano, Francisco Ramírez.
En 1820 tuvo su primera hija extramatrimonial; más tarde tendría muchos más hijos ilegítimos. Una ley sancionada durante su presidencia legalizaría varios de ellos. Le fueron legalmente reconocidos 23 hijos por la Ley Federal N.º 41 en donde ponía en un pie de igualdad a los 11 hijos legítimos con los extramatrimoniales que tuvo de soltero (hay versiones que señalan que tuvo entre 105 y 114 hijos en toda su vida).
En la década de 1820, contando ya con una fortuna que lo respaldaba, se interesó en la política en un período especialmente turbulento en la historia de Entre Ríos. Como muchos jóvenes del interior, su partido era el Federal.
En 1826 fue elegido por los vecinos de Concepción del Uruguay para representarlos como diputado en el congreso provincial. Dirigió la oposición a la Constitución Argentina de 1826, que fue rechazada por su provincia.

### Inicio de su carrera militar
Desde 1828 en adelante fue comandante militar y civil de Concepción del Uruguay. Dos años más tarde apoyó la invasión a su provincia del general unitario Juan Lavalle y de Ricardo López Jordán (padre). Tras el fracaso de esa invasión, apoyó otra en 1831 que, al fracasar también, lo obligó a refugiarse en Santa Fe, bajo la protección del caudillo Estanislao López.
Al año siguiente acompañó a Pascual Echagüe en la campaña militar que llevaría a este a la gobernación de Entre Ríos. Bajo su gobierno, Entre Ríos conoció un período de paz, reforzado por la influencia pacificadora del gobernador porteño Juan Manuel de Rosas. A partir de 1835, este gobernó como un dictador electo por el voto popular de su provincia. Extendió su dominio sobre las demás provincias, ejerciendo de hecho un poder central que no le correspondía de derecho. Echagüe hizo un gobierno progresista y se ahorró problemas apoyando a Rosas en su oposición a la sanción de una constitución nacional.
Urquiza fue nombrado comandante de toda la costa del río Uruguay, con el grado de coronel. Durante esa década se convirtió en uno de los hacendados y comerciantes más ricos del país y extendió una poderosa red de clientelismo económico, que le serviría más tarde de apoyo político.

### La guerra civil
Entre Ríos era un territorio que ocupaba una posición estratégica, ya que estaba cerca de Buenos Aires, de la conflictiva Banda Oriental, del Imperio del Brasil y de la provincia de Corrientes. En su territorio se dieron grandes batallas.
A mediados de 1838, la tranquilidad de la provincia se vio amenazada por la sublevación de Fructuoso Rivera, que derrocó al presidente uruguayo Manuel Oribe. También ese año murió Estanislao López, y Echagüe forzó la ubicación en la gobernación santafesina de su hermano Juan Pablo López.
La primera provincia en rebelarse militarmente contra Rosas fue Corrientes. Su gobernador, Genaro Berón de Astrada retiró la delegación de las relaciones exteriores a Rosas y le declaró la guerra, como así también a Echagüe. Berón tuvo que enfrentar con sus solas fuerzas el ataque que le lanzó Echagüe, uno de cuyos jefes de división era Urquiza.
Los ejércitos se encontraron en la batalla de Pago Largo, cerca de Curuzú Cuatiá, el 31 de marzo de 1839. Fue una completa victoria de los federales, en la que Urquiza tuvo una actuación destacada, y Berón resultó muerto en la persecución que siguió a la batalla. Después de la misma, centenares de prisioneros fueron ejecutados; en general, los correntinos acusaron a Urquiza por esos crímenes.
Después de colocar un gobernador federal en Corrientes, Echagüe pasó con su ejército a Uruguay. Rivera lo derrotó en la batalla de Cagancha, el 29 de diciembre, en la que la indecisión del general Lavalleja fue más importante que la brillante actuación de Urquiza. Desde ese momento, las relaciones de Urquiza con Echagüe fueron muy malas.
En su ausencia, Lavalle había invadido la provincia, pasando a continuación a Corrientes. Allí reunió un nuevo ejército, con el que a mediados de 1840 invadió Entre Ríos. Mientras Urquiza controlaba la costa del Uruguay, Echagüe lo enfrentó en dos batallas indecisas. Urquiza derrotó a uno de los coroneles unitarios en Arroyo del Animal, cerca de Gualeguay. Poco después, Lavalle pasaba hacia la provincia de Buenos Aires; allí intentaría ocupar la capital, pero sería derrotado sin lucha e iniciaría una marcha hacia el norte, encontrando la derrota en Tucumán y la muerte en Jujuy.
Algunos meses después, Echagüe invadió Corrientes, dejando a Urquiza protegiendo sus espaldas. El nuevo comandante de Corrientes era José María Paz que derrotó fácilmente a Echagüe en la batalla de Caaguazú, el 28 de noviembre de 1841.

## Gobernación de Entre Ríos

### Llegada al gobierno y continuación de la guerra

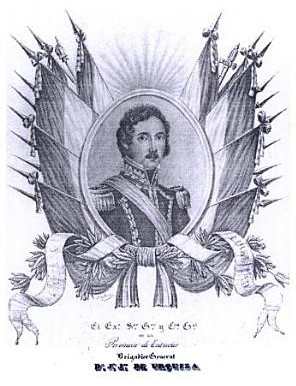
Retrato de Urquiza (grabado, hacia 1842).

Poco después de la derrota venció el cuarto mandato de Echagüe. El 15 de diciembre de 1841, la legislatura eligió gobernador a Justo José de Urquiza. No dejaría el poder en la provincia hasta su muerte, casi treinta años más tarde. Fue gobernador durante 18 años, a lo que hay que sumar seis años de federalización de la provincia bajo su propia presidencia, y cuatro de un empleado suyo. En total, 28 años; más que Rosas en Buenos Aires.
La situación era muy delicada; Urquiza emitió una proclama, en que decía que 

"nadie ha sido colocado al frente de la provincia en circunstancias más difíciles. El mando, desnudo de cuanto halaga, sólo me presenta sus azares."

Enseguida delegó el mando en Vicente Zapata, y abandonó la capital. Días después, Paz ocupaba Paraná y Rivera Concepción del Uruguay. Urquiza se retiró a la isla del Tonelero, protegida por pantanos y arroyos, donde se puso a organizar un ejército con miles de voluntarios entrerrianos, a quienes formó militarmente. Entre ellos estaba un joven, hijo de un viejo general que estaba prisionero de Rosas por unitario: era Ricardo López Jordán. Durante un corto período se trasladó a la provincia de Buenos Aires.
Paz se hizo elegir gobernador, pero la falta de ayuda del gobernador correntino Pedro Ferré lo obligó a ir en busca de Rivera, cruzando la provincia. En el camino perdió casi todo su ejército, que pasó a engrosar el de Urquiza. Este ocupó Paraná sin oposición, y enseguida inició la campaña en el interior de la provincia, mientras Eduardo Villagra ocupaba Gualeguaychú, desalojando a los hombres de Paz.
Simultáneamente, Manuel Oribe regresaba desde el norte, donde había derrotado a Lavalle, y atacó al gobernador santafesino Juan Pablo López (que se había pasado de bando), derrotándolo con facilidad. Echagüe se hizo cargo del gobierno santafesino y Oribe cruzó el Paraná, siguiendo su marcha hacia el Uruguay.
Rivera tomó el mando del ejército unido uruguayo-unitario. Urquiza se unió a Oribe y juntos avanzaron hacia el río Uruguay, cerca del cual derrotaron completamente a sus enemigos en la batalla de Arroyo Grande, el 6 de diciembre de 1842.
Mientras Oribe continuaba su avance hacia Montevideo, ocupando la mayor parte del territorio uruguayo, Urquiza invadió Corrientes, donde colocó un gobernador federal, Pedro Cabral, y dejó una guarnición entrerriana en Goya, al mando del general José Miguel Galán.
Después acompañó el lento - demasiado lento - avance de Oribe hacia la capital uruguaya, a la que puso sitio. Así se iniciaba el período que los uruguayos llaman la Guerra Grande.
En Corrientes, una reacción dirigida por Joaquín y Juan Madariaga tomó el poder y expulsó a los entrerrianos. Enseguida atacaron Entre Ríos; la defensa quedó a cargo del general uruguayo Eugenio Garzón, mientras una rebelión en el interior de la provincia costaba la muerte de Cipriano de Urquiza. Los correntinos evacuaron Entre Ríos, y Urquiza pudo seguir sus campañas en el Uruguay; allí derrotó a Rivera junto al río Yí, y el 27 de marzo de 1845 lo venció definitivamente en la batalla de India Muerta. Nuevamente fue acusado de haber ejecutado cientos de prisioneros.
El bloque anglo – francés y las actividades de corsarios al servicio del gobierno de Montevideo continuaron afectando al gobierno entrerriano. El capitán italiano Giuseppe Garibaldi saqueó Gualeguaychú; y a los pocos días el griego Cardassy capturó todos los barcos del puerto de Paraná.

### Campañas en Uruguay y Corrientes
En Corrientes, los Madariaga habían puesto al frente de su ejército al general Paz, que organizó un nuevo ejército. Urquiza invadió la provincia y derrotó a Juan Madariaga en la batalla de Laguna Limpia, tomándolo prisionero. Por su archivo se enteró de que Paz pretendía llevarlo hasta el extremo norte de la provincia, para derrotarlo en una trampa parecida a la que había usado para vencer a Echagüe. Por eso continuó avanzando, saqueó la provincia, se hizo amigos correntinos y al llegar hasta la trampa de Paz dio media vuelta y regresó a Entre Ríos.
Desde allí inició negociaciones con el gobernador correntino a través de su hermano. Paz se opuso e intentó derrocar a Madariaga, pero fracasó y terminó huyendo. Urquiza firmó el Tratado de Alcaraz con el gobierno correntino, por el cual se arreglaba la paz y se devolvía el encargo de las relaciones exteriores a Rosas, pero Corrientes quedaba liberada de la obligación de apoyar la guerra en el Uruguay, y además se preveía la pronta convocatoria a un congreso constituyente.
Rosas rechazó el tratado y, contra su voluntad, Urquiza se vio obligado a invadir nuevamente Corrientes. Derrotó a los Madariaga en la batalla de Vences o de Rincón de Vences, el 27 de noviembre de 1847. Según sus detractores, Urquiza habría perpetrado allí su peor matanza de prisioneros. Aunque es probable que ésta haya ocurrido, posiblemente se debió a sus aliados correntinos.
Los Madariaga huyeron al Brasil, y Urquiza puso en el gobierno correntino a su amigo Benjamín Virasoro. La guerra había terminado; por supuesto, aún quedaba Oribe sitiando Montevideo, pero se descontaba que la ciudad caería de un momento a otro.

### Gobierno de la provincia
Su gobierno fue paternalista, en el sentido de que gobernó sin consultar al pueblo, pero en beneficio de este. Gobernaba desde Concepción del Uruguay o desde su campamento militar de Calá. En varios sentidos fue muy similar a Rosas y a otros caudillos de la época. Protegió a la ganadería, favoreció la instalación de saladeros de carne vacuna, hizo exigir la papeleta de conchabo a todos los peones rurales, mejoró los caminos y los puertos, instaló molinos de agua, y ayudó al establecimiento de pequeñas industrias. Ejerció un poder de policía muy eficaz, pero muy cruel, ya que a la menor falta, los delincuentes eran sencillamente ejecutados. [cita requerida]
Ordenó llevar la contabilidad con una precisión desconocida hasta entonces. Impuso un control fiscal estricto, y una dedicación intensa a los funcionarios y empleados; redujo el gasto público sin descuidar las funciones del estado, e hizo publicar mes por mes los gastos e ingresos por la prensa.
Su principal preocupación fue la educación; extendió las escuelas primarias que había fundado su antecesor y fundó nuevas escuelas secundarias, públicas y modernas. La primera que fundó fue la de Paraná, dirigida por Manuel Erausquin. Tras una serie de conflictos con el gobierno de esa ciudad, el cuerpo de profesores pasó al otro colegio fundado por Urquiza, el actual Colegio Nacional de Concepción del Uruguay. Tendría un gran auge durante el tiempo en que Buenos Aires se separara de la Confederación, bajo la dirección de Alberto Larroque, que lo transformó en el colegio secundario más moderno de su época, y por muchos años compitió en prestigio con el de Buenos Aires y el de Córdoba.
Se llegaron a publicar tres periódicos simultáneamente; se fundaron teatros, escuelas secundarias de mujeres, bibliotecas públicas, etc. Llamó a su provincia a varios emigrados ilustres, sobre todo a federales antirrosistas, como Pedro Ferré, Manuel Leiva y Nicasio Oroño, pero también a unitarios como Marcos Sastre y otros. El ambiente que se respiraba en la provincia era mucho más libre que el de Buenos Aires u otras ciudades del interior.
El ambiente de libertad, que tanto contrastaba con el de Buenos Aires, llamó la atención de los emigrados y unitarios. Muchos, como Sarmiento o el general Paz, comenzaron a pensar que Urquiza sería el elegido por la historia para convocar un congreso constituyente y derrocar a Rosas.

## Forjador de la Organización Nacional

### Urquiza, Rosas y el Brasil
A pesar de que la ciudad de Montevideo estaba sitiada y en guerra con las provincias argentinas, Urquiza logró mantener abiertos los puertos de su provincia al comercio con esa plaza. Según el punto de vista de Rosas, se trataba de contrabando; pero como el gobernador porteño necesitaba a Urquiza, lo permitió de hecho.
Rosas seguía sosteniendo que, dado que el país no estaba en paz, no era tiempo aún de sancionar una constitución. Pero también es cierto que la misma política exterior de Rosas mantenía el estado de conflicto exterior constante. De hecho, Rosas fue repetidamente acusado de mantener a la Confederación en guerra, para así posponer indefinidamente la sanción de la Constitución.
A mediados de 1850, cuando la ciudad sitiada de Montevideo estaba por caer, el Imperio del Brasil decidió apoyar a los sitiados. En respuesta, Rosas inició el proceso para llegar a una guerra contra el Imperio. Varios opositores interpretaron que el gobernador porteño estaba abriendo un nuevo frente de conflicto, para seguir posponiendo el momento de la sanción de la Constitución; Urquiza se plegó a esa interpretación, pero aún no mostró ningún síntoma en ese sentido.
Rosas lo nombró comandante del ejército de operaciones contra Brasil, y le envió armamento y refuerzos. Pero, al mismo tiempo, le exigió suspender el tráfico mercantil con Montevideo.
Urquiza comenzó a contactar a los emigrados de Montevideo, y posteriormente también a los representantes del Imperio. Para lanzarse a la aventura de enfrentar a Rosas, necesitaba dinero y la seguridad de que sería apoyado. A principios del año siguiente comenzó a llegar ese dinero, en abundancia, provisto por la cancillería brasileña. Entonces Urquiza hizo su primer movimiento.

### El Pronunciamiento
Las relaciones entre Rosas y Urquiza fueron tensas incluso antes de que este último llegara a contactar al Imperio del Brasil. Y es que, más allá de pertenecer ambos a las filas federales, Rosas nunca tuvo completa confianza en la lealtad de Urquiza. Ello se lo expresó al general Pascual Echagüe cuando llegó a Buenos Aires en 1836 al decirle: “Tenga cuidado; ese jefe será su ruina.”.
Un político que asciende vertiginosamente en la jerarquía militar, acumulando victorias en el campo de batalla y poder en su provincia de origen, pudo ser objeto de precaución de un Juan Manuel de Rosas al que no le gustaba poner su hegemonía en discusión. Y más aún cuando, a partir de 1841, Urquiza fue elegido gobernador de Entre Ríos, donde afianzó sus aguerridas milicias y tuvo una buena administración que le permitió tener un acaudalado tesoro provincial. La fuerte organización de Entre Ríos le permitió, además, ser la única provincia donde el dominio de Rosas tuvo grandes atenuantes.
Tal desconfianza no fue un impedimento para que el general Urquiza se pusiera a disposición del gobernador de Buenos Aires, pero era inevitable que la tensión decantara en enfrentamiento. La firma del mencionado Tratado de Alcaraz en 1846 había puesto la lealtad de Urquiza al restaurador en duda, a tal punto que Rosas denunció ante el resto de los gobernadores el desvío cometido por este y ordenó al gobernador de Santa Fe, Pascual Echagüe, vigilar sus movimientos. A ello podemos sumar el creciente poder del entrerriano, y los desacuerdos que ambas figuras mantenían sobre la necesidad de la sanción de una constitución y la posibilidad de las provincias de comerciar con otros países sin la mediación de Buenos Aires.
El 5 de enero de 1851, en la ciudad entrerriana de Concepción del Uruguay, se publicó en el diario La Regeneración, un artículo de autoría de un antiguo unitario, Carlos de Terrada. Entre otras ideas expresaba que ese año sería el de la organización nacional, para lo cual se reuniría una Asamblea de delegados, que ratificaría el sistema federal. Ante las protestas efectuadas por Rosas contra Urquiza, éste respondió que en su provincia se respetaba la libertad de prensa, y que lo publicado le parecía algo legítimo y deseable, lo cual indicó el puntapié inicial de la ruptura con Rosas. El 5 de abril, Urquiza pasó una nota circular a todos los gobernadores incitándolos a salvar a la Confederación del abismo al que el gobernador de Buenos Aires estaba conduciendolos.
El 1° de mayo de 1851 se realizaría el llamado Pronunciamiento de Urquiza en la legislatura entrerriana. En la misma este afirmó la necesidad de aceptar de una vez la renuncia que, año tras año y argumentando razones de salud, Rosas presentaba a la conducción de las relaciones exteriores de la confederación, en la seguridad de que no le sería aceptada; además de llamar a un congreso constituyente. En un acto simbólico, se reemplazó de los documentos el ya familiar "¡Mueran los salvajes unitarios!", por la frase "¡Mueran los enemigos de la organización nacional!". Se trataba de una reacción contra la dominación política y económica de la provincia de Buenos Aires, con objetivos políticos y económicos, ocupando en principio la organización constitucional un lugar secundario.
El Pronunciamiento significó la ruptura definitiva de las relaciones entre ambos caudillos y el comienzo de la guerra. Solo la provincia de Corrientes apoyaría a Urquiza, mientras que el resto lo repudiaron públicamente. Sin embargo, los mayores refuerzos para la gesta anti rosista de Urquiza vinieron de su alianza con el Imperio del Brasil y con el gobierno de Uruguay, una vez terminado el sitio de Montevideo.

### Invasión al Uruguay
A fines de mayo se firmó un tratado entre Entre Ríos, el gobierno de Montevideo y el Imperio del Brasil. Acordaba una alianza entre los tres para expulsar a Oribe, llamar a elecciones libres en todo el territorio uruguayo, y enfrentar juntos a Rosas, si este declaraba la guerra a una de las partes, lo que se daba por descontado.
En julio de ese año, el ejército entrerriano cruzó el río Uruguay. En el camino se le unió la mayor parte del ejército de Oribe, que se puso a órdenes del general Garzón, candidato a presidente de los aliados. Y por el norte entraron los brasileños. El ejército avanzó sin oposición hasta las inmediaciones del campamento del Cerrito, donde se iniciaron conversaciones de paz con Oribe. El 8 de octubre se firmó un pacto entre las partes, por el que las fuerzas de Oribe se incorporaban al ejército de Urquiza, y un olvido de todas las querellas, "ni vencedores, ni vencidos". Oribe se retiró a su estancia, donde moriría pocos años después.
Urquiza incorporó a su ejército, a la fuerza, las tropas argentinas que sitiaban Montevideo, pero dejó escapar a sus jefes. Entre los que se retiraron a Buenos Aires se contaban algunos jefes valiosos, como los coroneles Jerónimo Costa, Hilario Lagos y Mariano Maza.
El congreso uruguayo tuvo que firmar un tratado con el Brasil, por el que se le reconocía al Imperio el derecho de intervenir en su política interna y se le entregaba una gran franja limítrofe, hasta entonces en disputa entre los dos países, poco menos de la tercera parte de su superficie.

### Caseros

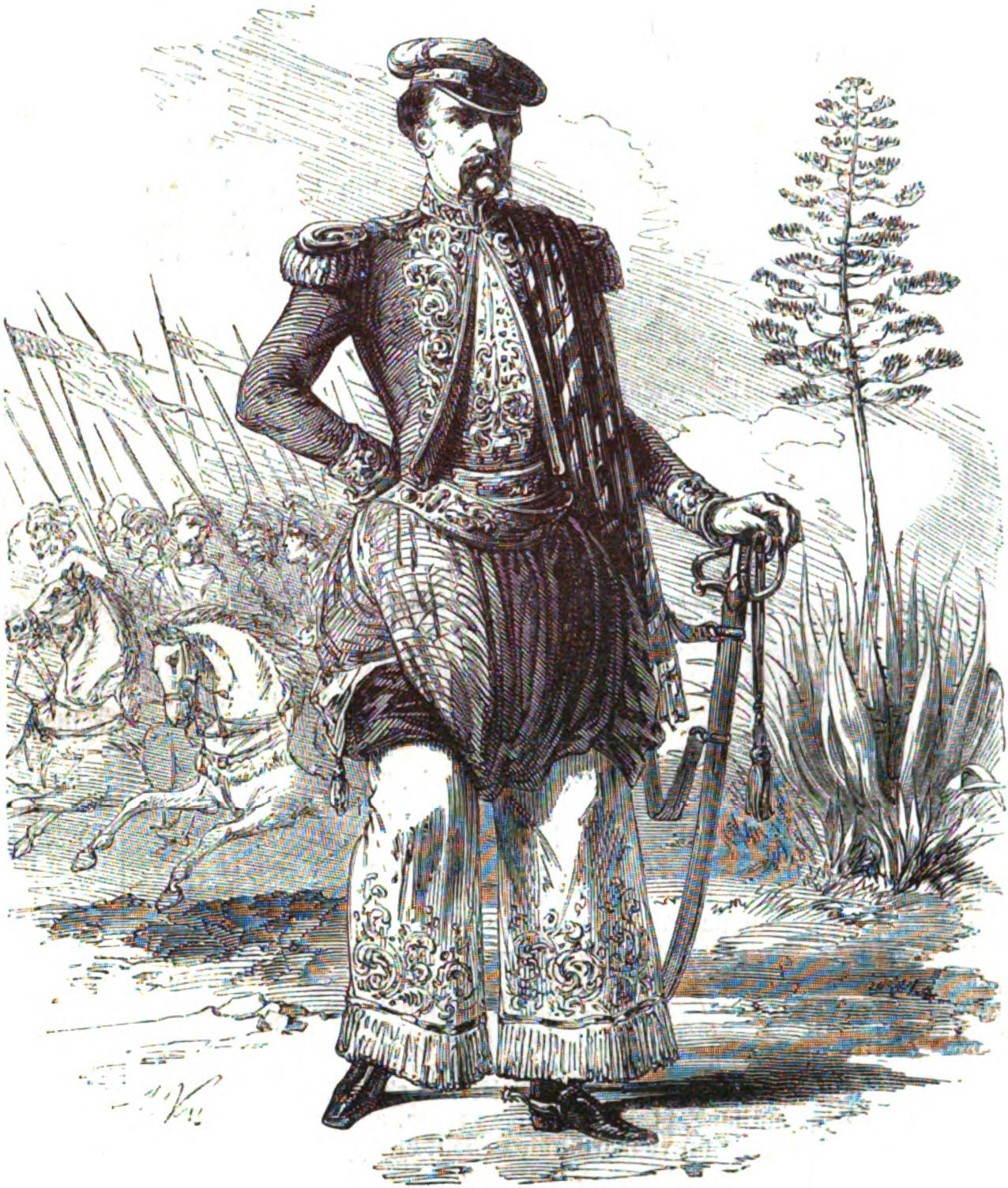
General Urquiza (L'illustration journal universel, Volume 19).

Rosas declaró públicamente la guerra al Brasil, lo que permitió a Urquiza firmar un nuevo tratado de alianza contra el gobernante porteño.

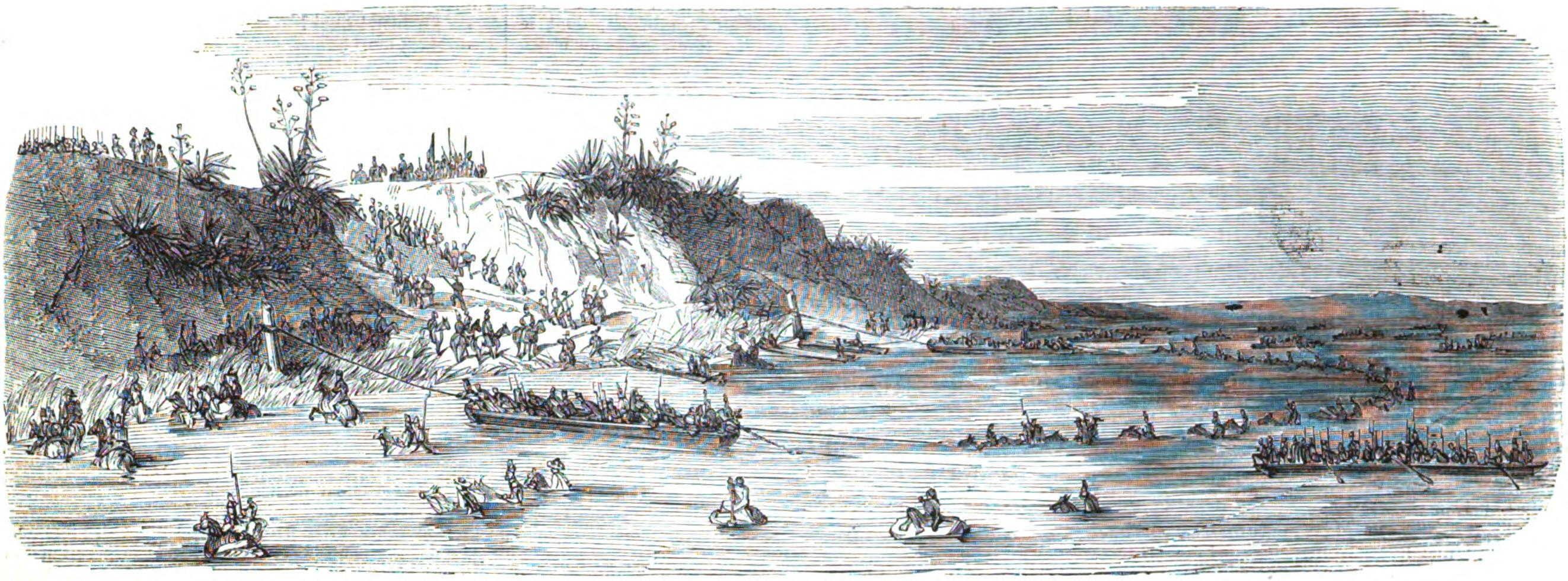
Paso del Paraná por el ejército de Urquiza.

Urquiza regresó a Entre Ríos, donde reunió el llamado "Ejército Grande", formado por tropas entrerrianas, correntinas, los emigrados unitarios, los soldados argentinos del sitio, unidades "coloradas" del ejército uruguayo y tropas del Imperio. Con ellas cruzó el río Paraná en buques brasileños y, aprovechando la defección de varias unidades del ejército de Rosas, derrocó al gobernador santafesino Echagüe.
En camino hacia Buenos Aires ocurrió un hecho que mostraba la lealtad de los porteños hacia Rosas. Un regimiento entero se pasó a las fuerzas de Buenos Aires, asesinando al coronel unitario Pedro León Aquino y a casi todos los oficiales; eran de las fuerzas porteñas que habían sido obligadas a unirse a Urquiza en Montevideo.
Como de costumbre, Rosas puso al mando de las fuerzas de la provincia al general Ángel Pacheco; pero este no respondió como debía y dejó avanzar al ejército hacia Buenos Aires. De modo que Rosas cometió un grave error estratégico: asumió él mismo el mando de su ejército y esperó a Urquiza cerca de su campamento de Santos Lugares.
El 3 de febrero de 1852 se encontraron los 24 000 hombres de Urquiza con los 23 000 de Rosas en la batalla de Caseros.
Tras pocas horas de batalla, la victoria fue para Urquiza. Hubo muchos ejecutados, como los coroneles Martiniano Chilavert y Martín Santa Coloma; y todos los soldados del regimiento de Aquino, que fueron colgados de los árboles del parque de Palermo.
Rosas se exilió en Inglaterra, y Urquiza asumió por sí mismo el gobierno provincial. Dos días después de la batalla nombró gobernador a Vicente López y Planes. Luego de un vivir un tiempo en el exilio Rosas recibió de Urquiza una pensión para poder vivir en Londres. La ayuda fue silenciosa quizás por culpa o mantener la paz en el país. Posteriormente, cuando fue asesinado el caudillo su viuda Dolores Costa siguió haciéndolo.
El 20 de febrero, el comandante brasileño anunció el desfile triunfal en Buenos Aires. Pero Urquiza recorrió la ciudad sin esperar al ejército brasileño, ya que era una humillación especialmente buscada, dado que era el aniversario de la victoria argentina de Ituzaingó.

### El Acuerdo de San Nicolás
Apenas llegada a Montevideo y a los demás países vecinos la noticia de Caseros, los emigrados emprendieron el regreso a Buenos Aires. Los rosistas, por su parte, no se resignaban a perder su lugar destacado en la sociedad. Así se formaron dos grupos políticos netamente diferenciados: por un lado, los federales o urquicistas, que defendían el proceso de organización nacional bajo un poder federal. Entre sus integrantes estaban Vicente López y Planes, su hijo Vicente Fidel López, Francisco Pico y Juan María Gutiérrez. Por su parte, el Partido Liberal –muy heterogéneo– estaba formado por los partidarios de la ruptura con la Confederación. En sus filas destacaban Valentín Alsina, Bartolomé Mitre, Dalmacio Vélez Sársfield y Domingo Faustino Sarmiento. Todos ellos se oponían a la política de Urquiza, a quien consideraban un caudillo provinciano que aspiraba a dominar a la provincia, a la capitalización de Buenos Aires, y a la nacionalización de los derechos de la aduana. Proponían el aislacionismo de la provincia y aun la secesión de la misma del Estado nacional.
Apenas entrado en Buenos Aires, Urquiza envió una misión a las provincias, para explicar sus intenciones de restablecer la vigencia del Pacto Federal y emprender la organización constitucional. Bernardo de Irigoyen cumplió eficazmente su cometido: las provincias delegaron en Urquiza el manejo de las relaciones exteriores y aceptaron el proyecto de organización nacional.
El 6 de abril, los representantes de Buenos Aires, Corrientes, Entre Ríos y Santa Fe firmaron el Protocolo de Palermo, que restablecía la vigencia del Pacto Federal, delegaba en Urquiza el manejo de las relaciones exteriores y le encargaba la reunión de un Congreso Constituyente. Para agilizar la reunión del congreso constituyente y fundamentar legalmente su autoridad, Urquiza invitó a los gobernadores de todas las provincias a una reunión que se celebraría en San Nicolás de los Arroyos.
El 31 de mayo se firmó el Acuerdo de San Nicolás. El mismo establecía –entre otros puntos– la vigencia del Pacto Federal de 1831; la reunión de un congreso general constituyente en Santa Fe a partir de agosto de ese mismo año, integrado por dos diputados por cada provincia, los cuales actuarían sin instrucciones que restringieran sus poderes; y la creación del cargo de Director provisorio de la Confederación Argentina, que recayó en el general Urquiza, cuyas funciones no estaban claramente definidas.

### Crisis en Buenos Aires
El Acuerdo fue ratificado por todas las provincias, con la única excepción de la de Buenos Aires. Allí, la Sala de Representantes, reunida el 1 de mayo y en la que los liberales tenían una amplia mayoría, rechazó el acuerdo argumentando que el poder otorgado a Urquiza era dictatorial.
El gobernador López y Planes presentó su renuncia, que le fue aceptada, y en su reemplazo fue nombrado el presidente de la Legislatura, general Manuel Guillermo Pinto, con carácter provisional. Pero Urquiza —que estaba todavía en Palermo— reaccionó con rapidez: el 24 de junio ordenó a su ejército ocupar la capital, disolvió la Sala de Representantes, repuso en su puesto a López y ordenó la detención y destierro de varios opositores.
El 26 de julio, ante una nueva renuncia de López, Urquiza asumió personalmente el gobierno de Buenos Aires. En su carácter de director provisorio de la Confederación, dispuso la convocatoria al Congreso Constituyente, prohibió la confiscación de bienes en toda la Nación, abolió la pena de muerte por delitos políticos y declaró que el producto de las aduanas exteriores era un ingreso de la Nación.
También reconoció a nombre de la Confederación la independencia del Paraguay –que nunca había sido reconocida por Rosas– por medio de un convenio. A continuación declaró libre la navegación de los ríos por dos decretos de agosto y octubre de 1852.
En septiembre de 1852, Urquiza partió hacia Santa Fe para iniciar las sesiones del Congreso Constituyente, dejando como delegado al general José Miguel Galán.

### Revolución y sitio de Buenos Aires
El 11 de septiembre de 1852 estalló un levantamiento militar con apoyo civil contra la autoridad de Urquiza y su delegado, que se embarcó hacia Entre Ríos. Parte de las tropas correntinas tuvieron una activa participación en la revolución; incluso los antiguos rosistas se unieron a la revolución. Restablecida, la Sala de Representantes desconoció al Congreso Constituyente, ordenó el regreso de los dos diputados porteños a la misma y reasumió el manejo de sus relaciones exteriores.
En un primer momento, Urquiza ocupó San Nicolás de los Arroyos, decidido a volver a Buenos Aires. Pero allí tuvo conocimiento que el apoyo con que contaba la revolución era mayor que el esperado, y que incluso los federales se habían plegado a ella. De modo que regresó a Entre Ríos.
A partir de ese momento, el llamado Estado de Buenos Aires se manejó como un país independiente de la Confederación. Tras un breve interinato del general Pinto, en octubre fue nombrado gobernador Valentín Alsina.
El general José María Paz fue nombrado comandante de las fuerzas acantonadas en San Nicolás, con las que se planeaba invadir Santa Fe. Mientras tanto, las fuerzas correntinas fueron enviadas de regreso a su provincia, con la misión de invadir Entre Ríos en su camino. Pero las fuerzas desembarcadas en Concepción del Uruguay fueron derrotadas y debieron huir a Corrientes; y otra división se reembarcó hacia Buenos Aires. De modo que la proyectada invasión de Paz al interior fue suspendida.
Los planes del gobierno porteño de lanzarse a la guerra contra la Confederación causaron una rebelión de los oficiales del interior de la provincia, casi todos de origen rosista: el 1 de diciembre, el general Hilario Lagos se pronunció contra el gobierno de Alsina, que presentó la renuncia, y por tercera vez asumió el gobierno provisional el general Pinto.
Las tropas federales pusieron sitio a la ciudad de Buenos Aires, mientras que las escasas fuerzas del gobierno porteño en el interior de la provincia fueron derrotadas. Incluso Paz fue llamado a Buenos Aires, desguarneciendo a San Nicolás.
Urquiza se trasladó al sitio de Buenos Aires al frente de algunas divisiones entrerrianas, y la escuadra de la Confederación bloqueó la ciudad. Periódicamente había choques en los alrededores de la capital y combates navales en el Río de la Plata y el Paraná. Lagos formó un gobierno paralelo en San José de Flores e intentó normalizar un gobierno para el interior de la provincia.
El gobierno porteño resolvió la crisis por medio del soborno: primeramente coaccionó a varios jefes federales para abandonar el sitio, y luego sobornó al comandante de la escuadra de la Confederación, el estadounidense John Halstead Coe, para entregar su flota al gobierno porteño. En julio de 1853, el ejército sitiador se disolvió y Urquiza regresó a Entre Ríos.

### La Constitución
En 1852, Justo José de Urquiza creó una comisión de 14 miembros para la redacción de los Códigos Civil, Penal, Comercial y de Procedimientos. Pero la revolución del 11 de septiembre de ese año, que culminó con la separación de la provincia de Buenos Aires de la Confederación Argentina, impidió que el proyecto fuera concretado.
En noviembre de 1852 se inauguraron las sesiones del Congreso Constituyente en Santa Fe. Quien lo había gestado y tratado de reunir luego de incansables años de lucha, el general Urquiza, no pudo asistir debido a la invasión porteña a Entre Ríos. Los diputados habían sido elegidos por los gobernadores con la anuencia de Urquiza, y este presionó activamente sobre ellos para destrabar algunas discusiones. Algunos debieron renunciar a su representación debido a que Urquiza se negó a pagarles los sueldos.
La tarea de redactar el proyecto recayó fundamentalmente en el diputado Benjamín Gorostiaga, que presentó un texto muy parecido al proyecto de constitución que había propuesto Juan Bautista Alberdi en Bases y puntos de partida para la organización política de la República Argentina; el mismo estaba inspirado, a su vez, en la Constitución de los Estados Unidos de América y las constituciones argentinas de 1819 y 1826, que seguían la tradición de la Constitución española de 1812. Aunque la Constitución nombraba al país como Confederación Argentina, el régimen establecido era el de una república federal. En la práctica, durante la primera década el sistema político funcionaría como una federación de provincias, aunque unidas por un vínculo más firme que el que había existido durante el régimen rosista.
El 1 de mayo de 1853 fue sancionada la Constitución, la cual fue jurada en asambleas públicas en las capitales provinciales.
Hasta la reunión del Congreso Nacional, el Congreso Constituyente se hizo cargo del Poder Legislativo. Las principales leyes que sancionó fueron la que designaba a Paraná capital provisoria del país hasta que Buenos Aires se uniera al mismo, y otra aprobando un tratado de libre navegación de los ríos con Francia e Inglaterra, que declaraba que la navegación de los ríos interiores de la Confederación estaba sujeta a las mismas condiciones que la navegación en alta mar, completamente libre de todo control.
En el mes de junio, el sitio de Buenos Aires seguía sin solucionarse, y las fuerzas sitiadoras se desmoralizaban; de modo que el gobierno porteño resolvió la crisis por medio del soborno: primeramente coaccionó a varios jefes federales para abandonar el sitio, y luego sobornó al comandante de la escuadra de la Confederación, el estadounidense John Halstead Coe, para entregar su flota al gobierno porteño; semanas más tarde, el ejército sitiador se disolvió. Urquiza estuvo a punto de caer en manos de los porteños, pero logró embarcarse hacia Paraná en un buque inglés, mientras sus tropas huían hacia Santa Fe.

## La Presidencia

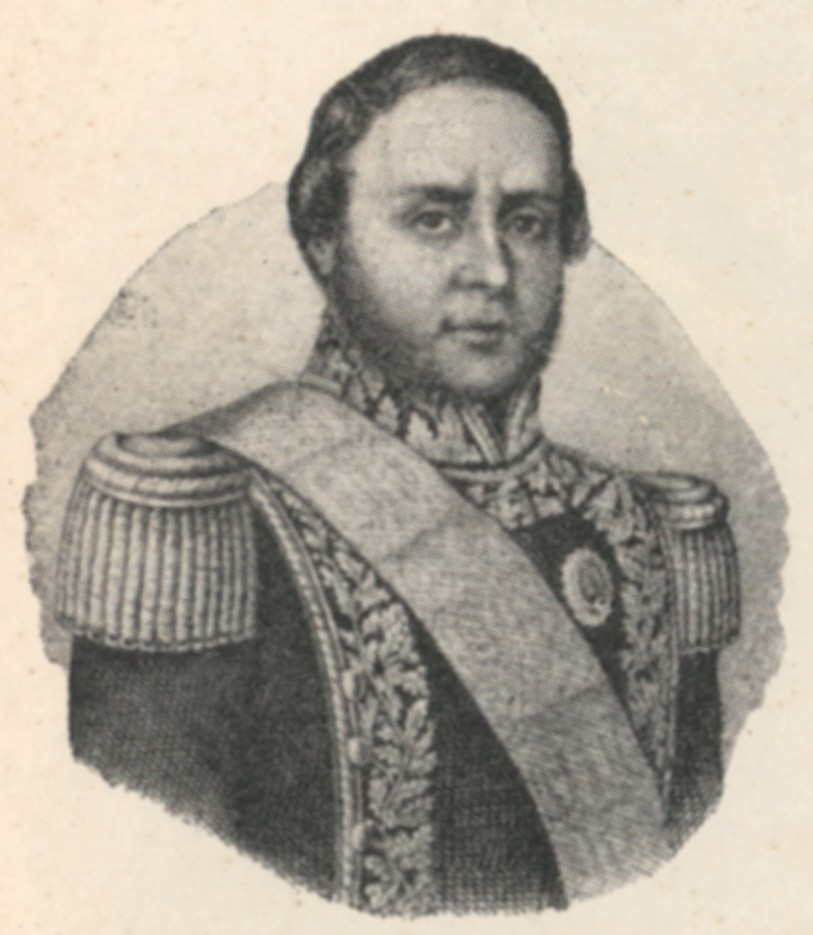
Urquiza en la Presidencia.

Realizadas las elecciones, fue elegido presidente Justo José de Urquiza, acompañado por el unitario sanjuanino Salvador María del Carril como vicepresidente. La capital fue establecida en forma provisional en la capital de la provincia de Entre Ríos; para ello se federalizó todo el territorio de la provincia, que pasó a estar gobernada directamente por el presidente. De este modo, Urquiza seguía gobernando su provincia, aunque las municipalidades conservaron cierta autonomía.

### Política interna
Urquiza asumió la presidencia el 5 de marzo de 1854. Pocos días después viajó a Córdoba a presidir una reunión de los gobernadores de las provincias vecinas, con lo cual quiso mostrar la firme unión entre las mismas, amenazadas tanto por la política de Buenos Aires como por la reciente historia de divisiones entre ellas.
Una vez establecido en Paraná, Urquiza convocó a elecciones de diputados y senadores, inaugurando las primeras sesiones del Congreso Nacional el 22 de octubre de 1854. La organización del Poder Judicial presentó mayores dificultades debido a la escasez de personal capacitado: si bien el presidente designó a los miembros de la Corte Suprema de Justicia y sancionó la ley para la organización de las Cámaras Federales, la Justicia Federal nunca llegó a funcionar.
Nacionalizó el Colegio y la Universidad de Córdoba y el Colegio de Concepción del Uruguay; hizo construir edificios públicos en Paraná.
La Confederación no tenía recursos políticos ni económicos para llevar adelante grandes iniciativas públicas. Una de las materias en que logró más éxitos fue la conformación de un ejército nacional. Las fuerzas provinciales se mantuvieron autónomas, pero el gobierno logró organizar regiones militares que pudieran funcionar como unidades militares en el futuro.
Durante casi la mitad del tiempo de su gobierno, Urquiza no residió en Paraná, sino que gobernaba desde el Palacio San José, que se estaba construyendo cerca de Concepción del Uruguay. Durante sus ausencias lo reemplazó Del Carril, como establece la Constitución, pero este tenía muy malas relaciones con el ministro del interior, Santiago Derqui; con el tiempo, ambos terminaron liderando partidos opuestos dentro del mismo gobierno.
Se hizo un primer intento de crear un ferrocarril para unir Rosario –la ciudad de más rápido crecimiento en ese período, que pronto sería la más poblada del interior– con Chile, favoreciendo en su camino zonas desérticas. Los primeros estudios en ese sentido dieron resultados desalentadores, por lo que el gobierno pensó en combinar ese plan con un ferrocarril a Córdoba, que por sí mismo financiara la construcción del primer tramo del ferrocarril a Chile; el plan desarrollado por el ingeniero William Wheelwright no pudo ser llevado a cabo por el gobierno de la Confederación por falta de recursos financieros.
Para reemplazar al inexistente ferrocarril, las comunicaciones se modernizaron estableciendo "mensajerías", empresas privadas que llevaban pasajeros, correspondencia y cargas de alto valor en galeras, uniendo la mayor parte de las ciudades del país. y que también recorría el interior de la provincia de Buenos Aires.
En las provincias de la Confederación, los propietarios de tierras carecían de acceso al crédito, ya que no contaban recursos económicos ni financieros para expandirse. Por ello, el crecimiento de la producción agropecuaria en las provincias del litoral estuvo motorizado por la creación de colonias agrícolas en su territorio, atrayendo hacia ellas a inmigrantes europeos. La primera colonia agrícola exitosa fue la de Esperanza (Santa Fe), fundada por Aarón Castellanos en 1855, con inmigrantes suizos. Otras muchas colonias fueron fundadas en Santa Fe y Entre Ríos en esos años; un caso muy conocido es el de la Colonia San José, fundada por el general Urquiza en 1857. No obstante, para que el sistema se generalizara sería necesario el apoyo del ferrocarril, que solo se extendería en años posteriores.

### Relaciones exteriores

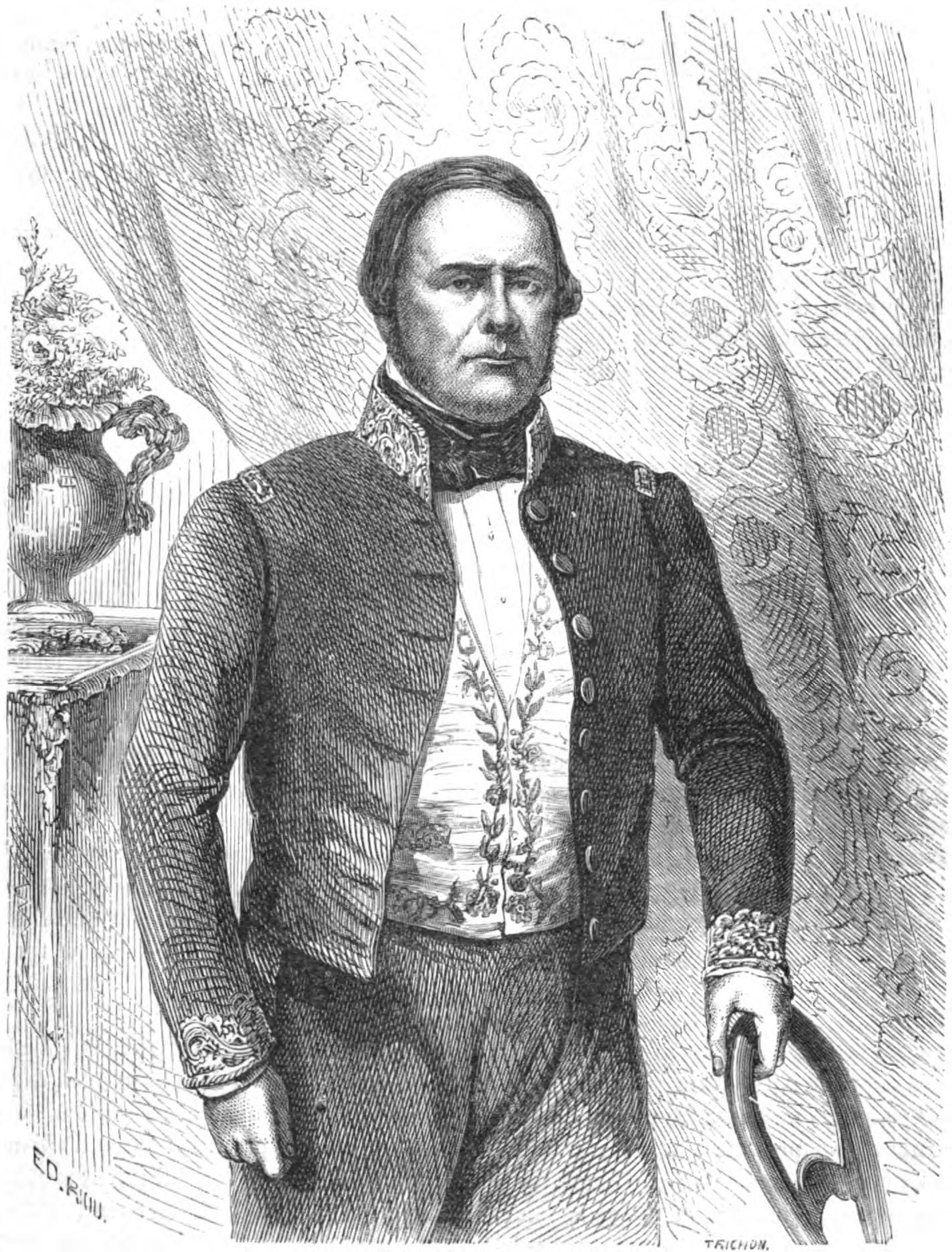
Urquiza, Presidente de las Provincias Unidas del Río de la Plata.

La división entre la Confederación y Buenos Aires planteó un problema a los representantes diplomáticos acreditados en la Argentina: si bien reconocían la autoridad de Urquiza sobre todo el país, la enorme mayoría de sus intereses comerciales y sus ciudadanos residentes estaban en Buenos Aires. De modo que sostuvieron ministros plenipotenciarios en Paraná y cónsules en Buenos Aires, tratando de mediar a favor de la unión nacional.
Pese a la importancia que el gobierno nacional daba a las relaciones con las principales potencias extranjeras, su primera prioridad fue lograr el reconocimiento de la independencia argentina por parte de España. Juan Bautista Alberdi representó a la Confederación ante la Corona española, logrando la firma de un tratado con España el 9 de julio de 1859, por el cual la antigua metrópoli reconocía la independencia argentina; el mismo fue rechazado por Buenos Aires, debido a que se reconocía la ciudadanía española de los hijos de españoles nacidos en la Argentina, esto es, el ius sanguinis, lo que significaba convertir a la muy necesaria inmigración en una amenaza a la nacionalidad argentina.
Gran Bretaña logró la anulación del tratado de 1849, por el cual Rosas había obligado a ese país a reconocer la soberanía argentina sobre sus ríos interiores.
También se reiniciaron relaciones diplomáticas con la Santa Sede, con la cual la Argentina no había tenido relación alguna desde las discusiones sobre el patronato eclesiástico durante la década de 1830.
Las relaciones con el Brasil estuvieron orientadas principalmente a la cuestión de la navegación de los ríos y a las relaciones de ambos países con el Paraguay. La relación con este último país —celoso defensor de todos los atributos de su soberanía— se vieron empañadas por la firme actitud del gobierno paraguayo ante las potencias extranjeras, especialmente con relación a Estados Unidos, que estuvo a punto de atacar a ese país por un incidente menor. La favorable resolución de ese problema facilitó la mediación paraguaya para resolver los conflictos entre Buenos Aires y la Confederación en 1859.

### Situación financiera

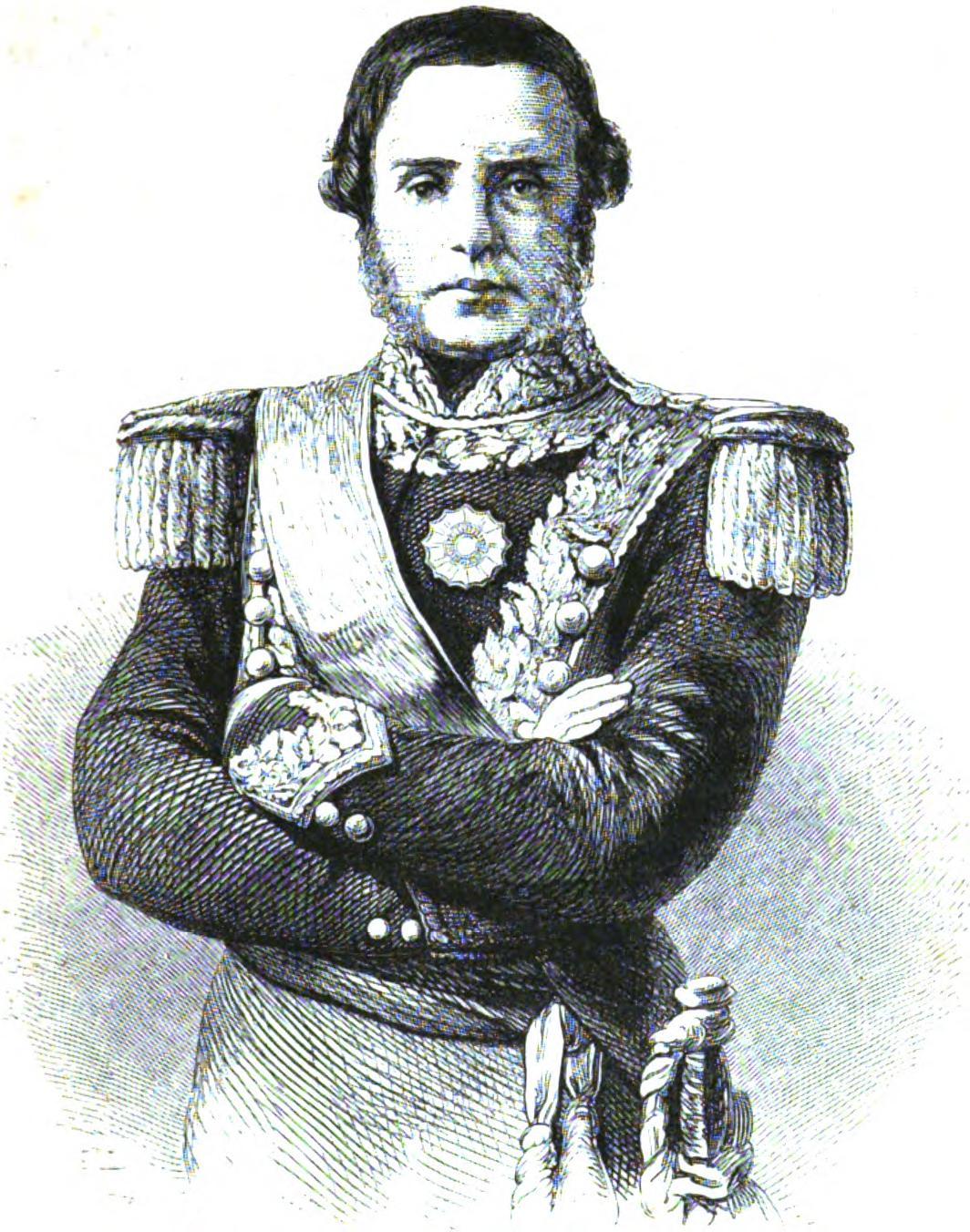
Justo J. Urquiza, Presidente de la Confederación Argentina.

La Confederación inició su etapa constitucional con serios problemas económicos y financieros: falta de recursos, dependencia del puerto de Buenos Aires para el comercio exterior, trabas interiores derivadas de las aduanas provinciales y derechos de tránsito, dificultades en las comunicaciones y en el tránsito de mercaderías, escaso desarrollo de la agricultura y estancamiento de la industria artesanal. La organización del tesoro nacional presentó dificultades por la escasa recaudación de las aduanas exteriores de la Confederación y la falta de un sistema impositivo eficiente; de allí la penuria económica de la administración confederal. Tampoco se acertaba a crear un sistema bancario confiable, por lo que el crédito le resultaba muy costoso y los sucesivos intentos de emitir papel moneda terminaron en tantos fracasos.
Un proyecto del ministro de Hacienda, Mariano Fragueiro, llevó a la creación del Banco Nacional de la Confederación, que abrió sus puertas en 1854 y emitió papel moneda. Pero este carecía de respaldo, de modo que se debió declararlo de curso forzoso; las provincias lo rechazaron y los comerciantes se negaron a aceptarlo. El banco debió cerrar y se retiró de circulación el papel moneda.
Entonces se decidió atacar la estructura económica del país dividido, que beneficiaba a Buenos Aires: la Ley de Derechos Diferenciales –sancionada en 1856– buscó incrementar el comercio de la Confederación con las potencias extranjeras y perjudicar los intereses de Buenos Aires. La ley establecía que las mercaderías extranjeras provenientes de cabos adentro –esto es, previamente desembarcadas en otro puerto del Río de la Plata– que se introdujesen en la Confederación pagarían el doble del derecho ordinario al que estaban sujetas las que entraban directamente a los puertos de la Confederación; una ley posterior estableció derechos diferenciales a la exportación.
Sin embargo, las medidas no dieron los resultados esperados: aunque aumentó el volumen comercial en el puerto de Rosario e incluso un financista brasileño —el Barón de Mauá— fundó un banco en esa ciudad, Buenos Aires seguía siendo el centro financiero del país. La necesidad apremiante de dinero fue solucionada con nuevos empréstitos, como los contratados con Mauá, pero los intereses a que se pudo conseguir el dinero fueron excepcionalmente altos, llegando al 24%. Urquiza llegaría a la conclusión de que el único camino para terminar con los problemas económicos de la Confederación era la reincorporación de la provincia disidente a cualquier precio.

### Buenos Aires y las provincias interiores
Durante la gobernación de Pastor Obligado, la provincia rebelde sancionó su propia constitución y disfrutó un rápido crecimiento económico.
Tras la derrota de Lagos, la mayor parte de los federales porteños habían emigrado a Paraná, Rosario o Montevideo, desde donde planeaban regresar por medio de la invasión de su provincia. En enero de 1854, Lagos ocupó brevemente el norte de la provincia por pocos días. En noviembre del mismo año, el general Jerónimo Costa avanzó al frente de 600 hombres, pero fue derrotado.
En diciembre de 1855 hubo un nuevo intento, cuando José María Flores desembarcó en Ensenada, mientras Costa lo hacía cerca de Zárate con menos de 200 hombres. El gobernador Obligado dictó la pena de muerte para todos los oficiales implicados en esa invasión, declarándolos oficialmente bandidos. Flores logró huir, pero Costa avanzó hacia Buenos Aires con sus escasas tropas. El 31 de enero de 1856 fue derrotado por Emilio Conesa cerca de San Justo; la mayor parte de los soldados fueron muertos cuando se rendían, y los oficiales fueron fusilados dos días más tarde.
Los federales clamaron por venganza, pero Urquiza decidió ser más prudente: firmó un Tratado de Pacificación con Buenos Aires, que permitió a ambos bandos gozar de tres años de paz.
Durante la gobernación de Valentín Alsina, elegido en 1857, el gobierno porteño adoptó una política muy agresiva, rechazando la Ley de Derechos Diferenciales, y dejando de lado los tratados de paz. Para quebrar la resistencia de la Confederación, apoyó en las provincias movimientos tendientes a integrarse en un proceso de unidad bajo su dirección. La prensa porteña se volvió aún más agresiva, incitando al gobierno porteño a la guerra contra la Confederación o a la independencia definitiva.
Las provincias interiores eran periódicamente sacudidas por revoluciones; las dos más estables eran las de Santiago del Estero y Corrientes, cuyos gobiernos eran considerados más inclinados hacia la política de Buenos Aires que a la de Urquiza.

### Hacia una nueva guerra civil
El asesinato, en 1859, del caudillo sanjuanino Nazario Benavídez fue festejado por la prensa porteña: Sarmiento consideró su muerte como un triunfo de la "civilización" y el diario La Tribuna le auguró el mismo destino a Urquiza. El presidente Urquiza envió una intervención federal, que descubrió abundantes vinculaciones de los revolucionarios con el gobierno de Buenos Aires.
La intervención de los porteños en la política interna de otra provincia causó gran indignación en el gobierno de Paraná: una ley desconoció todo acto público generado por el gobierno porteño, y en mayo de 1859, el Congreso ordenó la movilización militar de la población y autorizó a Urquiza resolver el problema de la unidad nacional 

por medio de negociaciones pacíficas o de la guerra, según lo aconsejaren las circunstancias.

El jefe del ejército porteño, coronel Bartolomé Mitre, recibió orden de invadir la provincia de Santa Fe.

### Cepeda
Ante la inminencia del conflicto, Estados Unidos, Reino Unido, Brasil y Paraguay trataron de interceder amistosamente. Pero ni Alsina ni Mitre aceptaban nada que no fuera la renuncia de Urquiza o la guerra. Por su parte, Urquiza –que desde 1852 había intentado negociar siempre– estaba ahora particularmente furioso por el asesinato de Benavídez y por la apología del crimen en que habían incurrido los periódicos porteños.
Los buques de guerra porteños bloquearon el puerto de Paraná, pero un motín en uno de estos barcos, que fue entregado al gobierno nacional, obligó a levantar el bloqueo. A mediados de octubre, tras un breve combate naval, la escuadra federal se presentó frente a Buenos Aires.
El ejército de la Confederación, dirigido por Urquiza, inició la campaña hacia Buenos Aires desde Rosario; estaba formado por 14 000 hombres –de los cuales 10 000 de caballería y 3 000 de infantería– con 35 cañones y obuses; varias divisiones de indígenas ranqueles figuraban como auxiliares.
El ejército porteño operaba desde San Nicolás de los Arroyos; contaba con 9000 hombres –de los cuales, 4700 infantes y 4000 jinetes– con 24 piezas de artillería, bajo el mando de Mitre, ministro de guerra. Las fuerzas porteñas estaban muy disminuidas porque gran parte de sus fuerzas debían proteger la frontera de su provincia de las invasiones de los indígenas, algunos de los cuales –como Juan Calfucurá– eran aliados de Urquiza y sus incursiones formaban parte de la estrategia de este.
El 23 de octubre se inició la Batalla de Cepeda. Antes de lanzarse al ataque, Urquiza arengó a sus tropas: 

"He querido evitar la sangre y he procurado la paz. El gobierno de Buenos Aires se empeña en provocarnos con un ejército que no puede resistirnos. Pues bien, conquistemos por la acción de las armas una paz duradera."
Urquiza

La ventaja inicial favoreció a la infantería porteña, pero un hábil uso de la caballería por parte de Urquiza le permitió tomar la ofensiva, e incluso tres batallones porteños fueron destruidos. Una maniobra de flanco ordenada por Mitre desorganizó toda la formación, y la noche detuvo la batalla cuando la victoria de la Confederación era ya evidente.
Los porteños sufrieron muchas bajas: 100 muertos, 90 heridos y 2000 prisioneros, además de 21 cañones. Los nacionales tuvieron 300 bajas fatales. En medio de la noche, Mitre comandó una ordenada retirada hacia San Nicolás, adonde llegó pasado el mediodía siguiente con solo 2000 hombres. A continuación embarcó todo su ejército, y –tras un breve combate– logró trasladarlo a Buenos Aires.

### El Pacto de San José de Flores

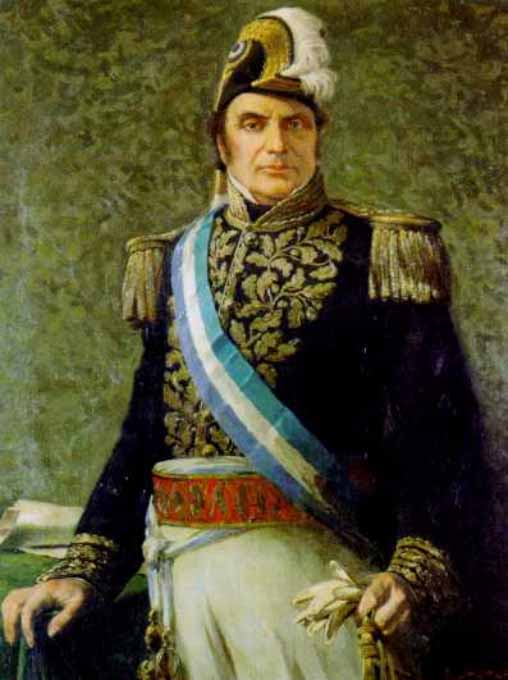
Óleo de Urquiza.

Urquiza avanzó rápidamente sobre la ciudad; en su camino envió a la ciudad varias proclamas pacifistas, como la que decía:

"Vengo a arrebatar el poder a un círculo que lo ejerce en su provecho para devolverlo al pueblo, que lo usará para su prosperidad. Al fin de mi carrera política, mi única ambición es contemplar desde el hogar tranquilo, una y feliz, la República Argentina, que me cuesta largos años de crudas fatigas... Vengo a ofreceros una paz duradera bajo la bandera de nuestros mayores, bajo una ley común, protectora y hermosa."
Urquiza

Aunque hubiera podido entrar a Buenos Aires por la fuerza, prefirió acampar cerca de ella –en el pueblo de San José de Flores– desde donde inició negociaciones. Durante todas las tratativas, Urquiza mantuvo la amenaza de un inmediato asalto a la ciudad, con lo que el 8 de noviembre obtuvo la renuncia de Valentín Alsina.
Como consecuencia de complicadas negociaciones –durante las cuales ofició de mediador Francisco Solano López, hijo del presidente paraguayo– el 11 de noviembre se firmó el Pacto de San José de Flores, también llamado de Unión Nacional, entre Urquiza y el gobernador provisional Felipe Llavallol. El mismo establecía que Buenos Aires se declaraba parte integrante de la Confederación y renunciaba al manejo de sus relaciones exteriores, pero revisaría la Constitución de 1853 por medio de una convención provincial y propondría reformas a la misma. Se declaraba nacionalizada la Aduana de Buenos Aires, pero la Nación compensaría los ingresos de la provincia de Buenos Aires durante cinco años, en la medida en que fueran inferiores a los del año 1859. Una cláusula que no fue incorporada al Pacto pero que fue acordada de palabra entre las partes establecía que la reincorporación de la provincia a la Nación se haría después de finalizado el período presidencial de Urquiza.
Muchos federales del interior estuvieron en desacuerdo con el Pacto: desde su punto de vista, Urquiza había llegado a San José de Flores como vencedor, y había negociado como si él hubiera sido el vencido; en vez de castigar a la provincia por su rebeldía, se la había premiado. Uno de los críticos fue el general Ricardo López Jordán, uno de los jefes vencedores en Cepeda.

## Últimos años

### Gobierno de Derqui
En mayo de 1860, Urquiza entregó el gobierno nacional a su sucesor, Santiago Derqui.
Poco después se dejó sin efecto la federalización de la provincia de Entre Ríos, quedando fuera de la misma la ciudad de Paraná. Y una nueva constitución provincial declaró a Concepción del Uruguay capital de la provincia. Como era de esperarse, el gobernador electo fue Urquiza, apenas 50 días después de dejar la presidencia.
Durante la presidencia de Derqui, la Confederación acordó con el Estado de Buenos Aires el Convenio Complementario del 6 de junio de 1860 y se realizó la reforma constitucional de 1860; una convención provincial propuso una serie de reformas, que fueron aceptadas en su gran mayoría sin debate por la Convención Nacional reunida al efecto. Entre las reformas introducidas se destacan la validación oficial de tres nombres oficiales para el país: Provincias Unidas del Río de la Plata, República Argentina y Confederación Argentina (art. 35); se eliminó la disposición que declaraba a Buenos Aires como capital de la Nación, ya que la misma se fijaría por una ley del Congreso; se redujeron las atribuciones del Estado Nacional y aumentó el grado de autonomía de las provincias; se estableció que las provincias se reservaban también las facultades que se hubieren reservado al tiempo de su incorporación. se suprimió la obligación de las provincias de garantizar la educación gratuita (art. 5), y se prohibió establecer diferencias fiscales entre aduanas y otorgar preferencias a puertos determinados.
Continuó su política de promoción de la educación y la colonización, pero se entrometió continuamente en el gobierno de Derqui. Para sacarse de encima su tutela, este se apoyó en Mitre, pero eso solo sirvió para debilitar su gobierno.
Una serie de conflictos con Buenos Aires, incluyendo nuevos problemas en San Juan y el rechazo de los diputados por Buenos Aires por una cuestión legal, llevaron a que Mitre desconociera el Pacto de San José.

### Pavón
Entonces Derqui se preparó para una nueva guerra contra la provincia rebelde. Reunió un importante ejército en Córdoba y lo unió a las fuerzas de Urquiza. Este fue puesto al mando del ejército.
Pero Urquiza no quería pelear; trató por todos los medios de llegar a un arreglo con Mitre. Se sentía traicionado por el presidente dado su intento de reemplazarlo por Juan Saá, y decidió que no iba a vencer para dejarle el triunfo. Le dijo a su amigo Molinas que

" estaba traicionado por el presidente, que nos convenía más ser derrotados que triunfar y caer en manos de enemigos traidores; que procurase celebrar la paz a todo trance, porque viniendo Buenos Aires a la unión, las cosas cambiarían."

Mitre se negó a cualquier trato e invadió la provincia de Santa Fe. Los ejércitos se enfrentaron en la batalla de Pavón, el 17 de septiembre de 1861. Aunque el resultado de la batalla parecía inclinarse a favor de Urquiza, este se retiró, dejando la victoria en manos de Mitre. Su caballería había destrozado a la porteña, y si la infantería de Mitre pudo desplazar a la de Urquiza, fue solo porque este no la empleó a fondo; ni siquiera movió su reserva.
Sin atender los pedidos del presidente ni de sus propios comandantes de caballería, entre ellos López Jordán, Urquiza regresó a Entre Ríos. Mitre, que se había retirado derrotado a San Nicolás, tardó varias semanas en comprender que había quedado vencedor por abandono. Invadió Santa Fe, masacró a la reserva federal en Cañada de Gómez y envió un ejército a ocupar Córdoba y otro a Cuyo.
Debilitado política y económicamente, Derqui se exilió en Montevideo. Urquiza consideró caducado el gobierno nacional, en lo que fue imitado por los demás gobernadores. El vicepresidente Juan Esteban Pedernera renunció en diciembre, y declaró disuelto el gobierno.
Mitre asumió el mismo gobierno nacional que había denunciado como despótico cuando lo ejerció Urquiza en 1852, reemplazó a todos los gobiernos federales de las provincias -con excepción de Entre Ríos- y meses más tarde se hizo elegir presidente de la Nación.

### Después de Pavón

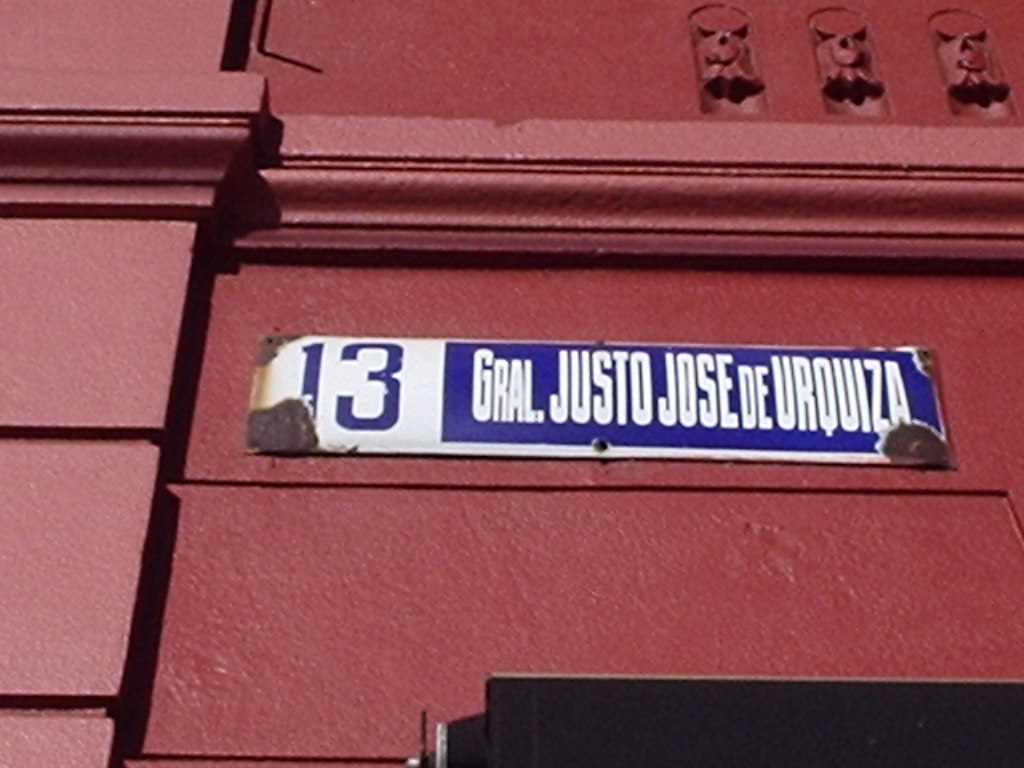
Nomenclatura de calle en La Plata.

Urquiza mantuvo la autonomía del gobierno de su provincia y conservó el cargo de gobernador. No hubo un acuerdo explícito, pero sí un acuerdo tácito con Mitre, por el cual este nunca amenazó a Urquiza. A cambio, Urquiza se mantuvo neutral durante todas las rebeliones federales de esa década. En La Rioja, el general Ángel Vicente Peñaloza mantuvo una larga rebelión hasta que fue asesinado en 1863. Cuatro años más tarde, Felipe Varela y Juan Saá dirigieron otra rebelión en Cuyo y La Rioja, pero ésta fue aplastada. Estas y otras revoluciones federales se hicieron en nombre de Urquiza, y sus dirigentes pidieron repetidamente ayuda y órdenes al jefe natural del Partido Federal, que era Urquiza; pero Urquiza no se movió.
Gobernó una especie de autocracia patriarcal en su provincia, y su gobierno no fue tan progresista como los anteriores. Su provincia se vio beneficiada por la política librecambista de Mitre, si bien las incipientes industrias tuvieron que cerrar. Pero, a cambio, la ganadería floreció más que nunca. La provincia vivía sobre todo de la ganadería... y Urquiza era un ganadero.
Reforzó su sistema casi feudal: nadie podía vender ni campos ni hacienda sin primero darle aviso a Urquiza, que tenía el derecho de prioridad. De esa manera pudo aumentar sin riesgos su ya enorme fortuna.
En las elecciones de 1864, promovió la candidatura de José María Domínguez contra la del general López Jordán, que seguía siéndole leal, pero podía pretender actuar con autonomía. Ortiz, en cambio, gobernó como un dependiente del caudillo.
Al estallar la "Guerra Chiquita" en Uruguay, iniciada en 1863 por la invasión del general Venancio Flores, Urquiza se mantuvo también neutral. La mayor parte de los federales entrerrianos trataban de ayudar al gobierno uruguayo, pero Urquiza mantuvo su alianza con el presidente Mitre, que apoyaba abiertamente a Flores. Cuando la ciudad de Paysandú fue atacada por la flota brasileña y las fuerzas de Flores, hasta dejarla destruida, muchos federales entrerrianos y porteños – entre estos, Rafael y José Hernández – lucharon a favor de los defensores. El bombardeo se veía desde Concepción del Uruguay, y se oía desde el Palacio San José; a Urquiza le llegaron cientos de cartas invitándolo a entrar en acción, pero Urquiza no se movió.

### La Guerra del Paraguay

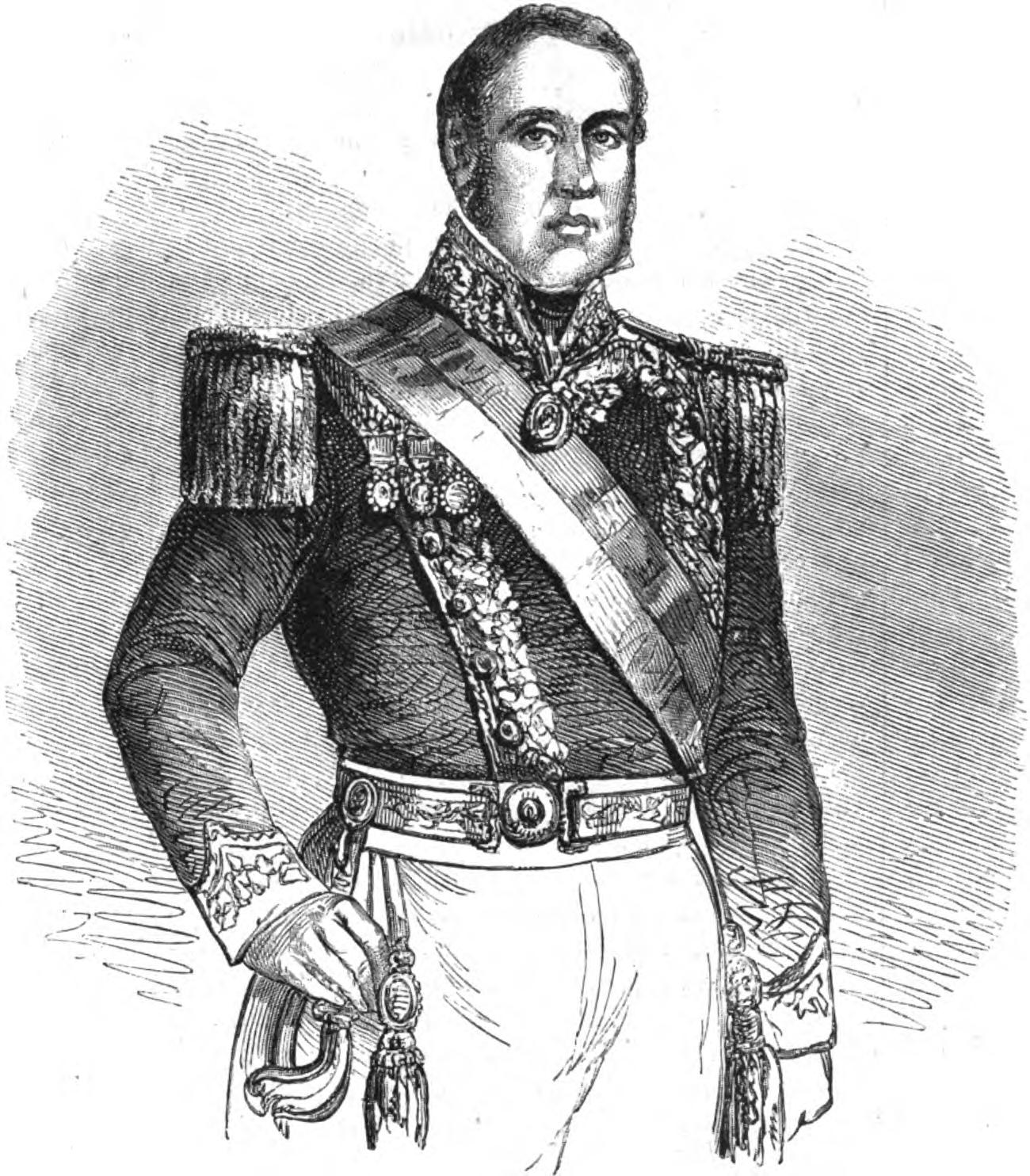
Don Justo José de Urquiza (L'illustration journal universel, Vol. XLVL, n.º 1.186).

La caída del gobierno uruguayo provocó la Guerra del Paraguay. Mitre llamó a todas las provincias a movilizarse contra el gobierno de Francisco Solano López, y Urquiza repitió el llamamiento al pueblo entrerriano. Los federales entrerrianos estaban indignados; escribían contra la guerra y a favor del gobierno paraguayo. López Jordán escribió a Urquiza: 

"Usted nos llama para combatir al Paraguay. Nunca, general, ese pueblo es nuestro amigo. Llámenos para pelear a porteños y brasileños. Estamos prontos. Estos son nuestros enemigos."

Pero Urquiza estaba obteniendo un gran provecho de la guerra: lo primero que hizo fue reunir la mayor parte de los caballos de la provincia y vendérselos a Brasil.
Poco después ordenó movilizar todas las fuerzas provinciales en el campamento de Calá. Curiosamente, en un gesto insólitamente racista, ordenó movilizar a todos los “pardos y morenos” entre los 20 y los 30 años. Se presentaron 8.000 voluntarios, la mayor parte de ellos convencidos de que iban a unirse a los paraguayos contra los brasileños. Fueron reunidos en cinco columnas y comenzaron a marchar hacia el norte; pero al llegar al pueblo de Basualdo, se enteraron de qué lado iban a pelear: simplemente se fueron a sus casas.

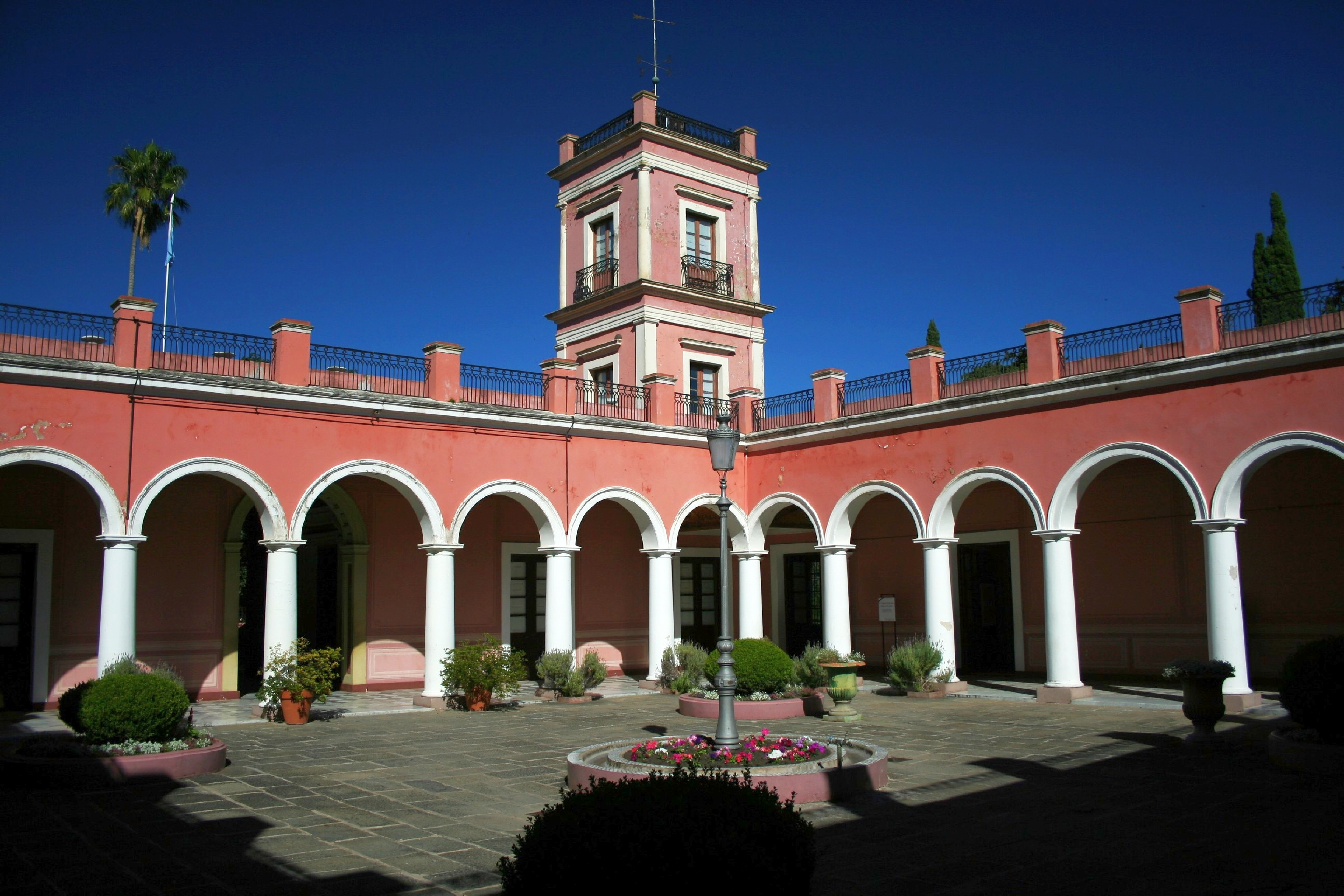
Palacio San José.

Poco después, por medio de amenazas, logró reunir otra vez a su gente, pero al llegar al campamento de Toledo, nuevamente desertaron en masa. Esta vez, Urquiza hizo fusilar a varios, pero ni aun así logró reunir un tercer contingente. Entonces envió los 800 soldados de infantería de línea de su provincia y los embarcó a la fuerza hacia el frente.
El prestigio de Urquiza estaba cayendo rápidamente. El gobierno cerró los periódicos opositores y arrestó a sus directores.
En 1868 se presentó a las elecciones presidenciales como candidato del partido federal, pero perdió por una diferencia aplastante contra el candidato de una parte del unitario: Sarmiento. En cambio, logró hacerse elegir nuevamente gobernador de su provincia, y en mayo de ese año asumió nuevamente el gobierno provincial.
En 1870 terminaba la Guerra del Paraguay; para festejarlo, Urquiza recibió en su Palacio San José, con gran despliegue de desfiles y brindis, al presidente Sarmiento, el más terrible enemigo de los federales. Era la sanción visible del acuerdo tácito del caudillo con los unitarios, y los federales lo tomaron como un insulto.

### El asesinato

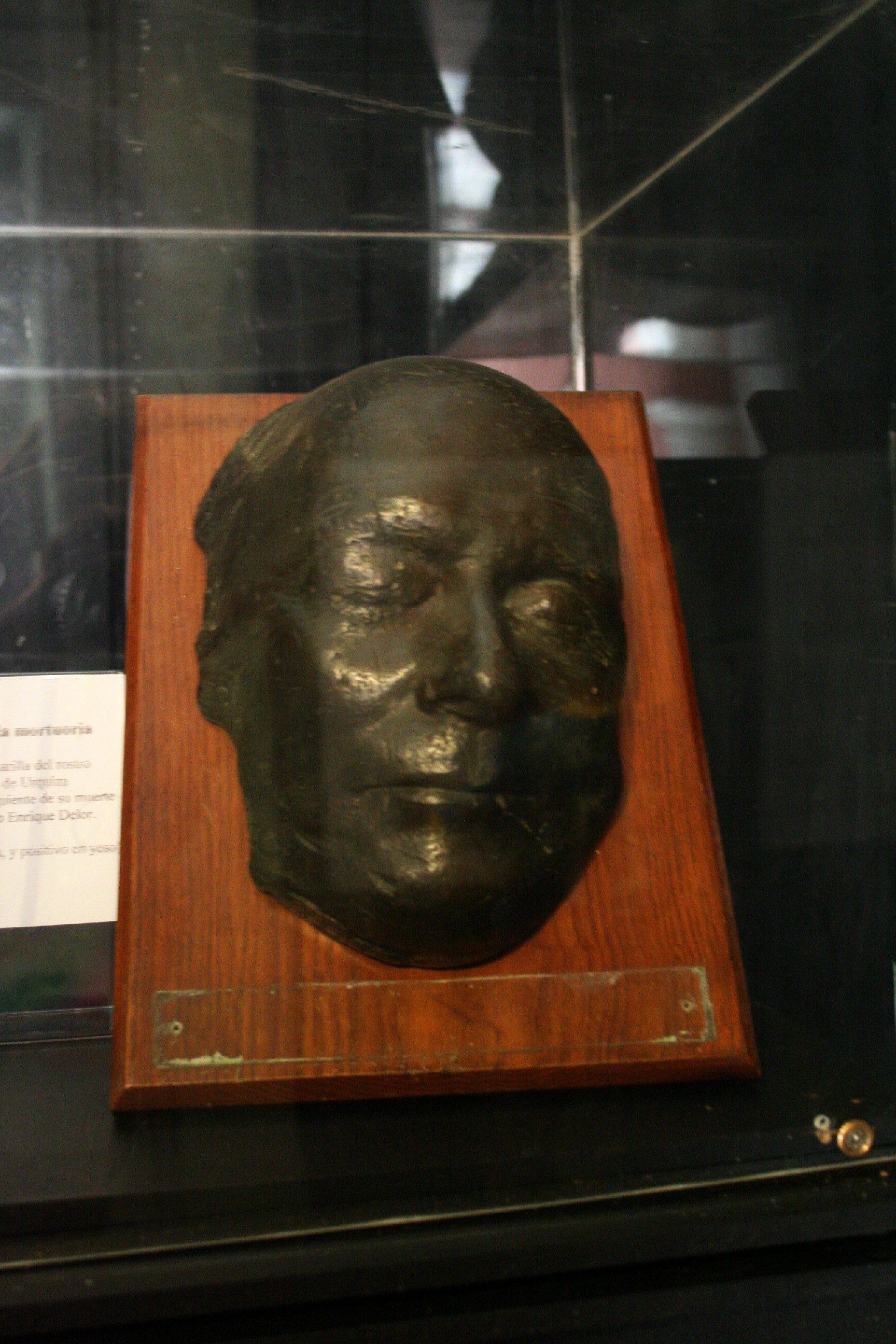
Máscara mortuoria de Justo José de Urquiza, tomada dos días después de su muerte. En ella se puede apreciar el disparo en su lado izquierdo.

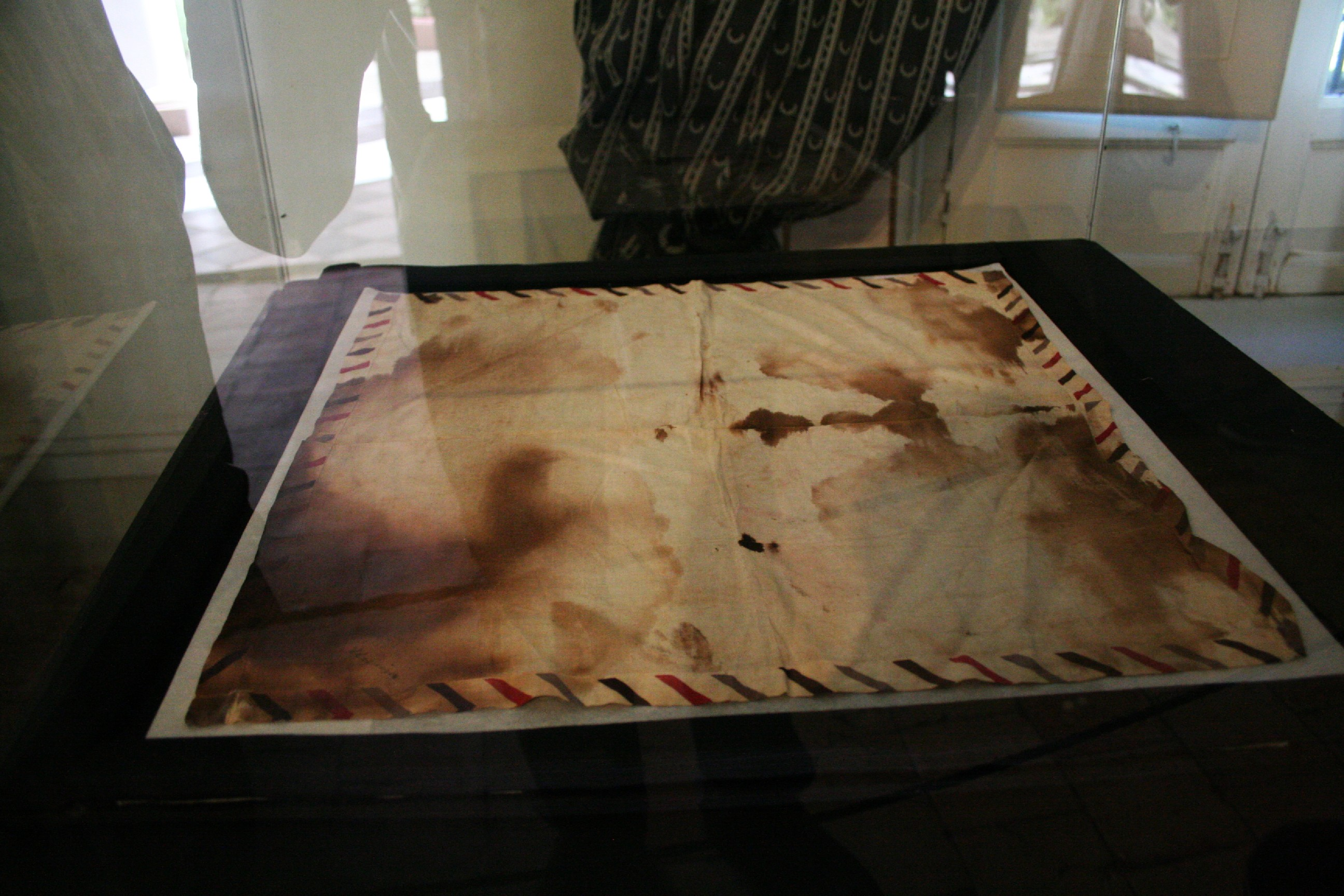
Pañuelo de Dolores Costa, esposa de Urquiza, donde se puede observar la sangre del caudillo.

La oposición decidió no esperar más un pronunciamiento a su favor de parte de Urquiza, y decidió lanzarse a derrocarlo.
El general López Jordán organizó rápidamente la revolución; el primer objetivo era apoderarse de la persona del gobernador, para forzarlo a renunciar o expulsarlo del país. Envió en su busca al coronel Simón Luengo, un oficial cordobés que había luchado contra los porteños en el interior del país.
Una versión de historia novelada relata: En el atardecer del 11 de abril de 1870 una partida de 50 hombres armados, al mando del coronel Robustiano Vera, hicieron ruidosa irrupción en San José. Venían a apresar al gobernador y caudillo gritando: "¡Abajo el tirano Urquiza! ¡Viva el general López Jordán!" Un grupo de cinco a las órdenes del coronel Simón Luengo, cordobés y protegido del general, se encamina a las dependencias privadas del dueño de casa. Integran el grupo Nicomedes Coronel, capataz de una de las estancias de Urquiza, oriental de origen, el tuerto Álvarez, cordobés, el pardo Luna, oriental y el capitán José María Mosqueira, entrerriano, nacido en Gualeguaychú. El general sorprendido por el bullicio y, comprendiendo que se trata de un asalto, grita: "¡Son asesinos! Y corre a proveerse de un arma. Los asaltantes se acercan. ¡No se mata así a un hombre en su casa, canallas!" Les espeta, haciendo un disparo que hirió en el hombro a Luna. "Álvarez, entonces –explica el coronel Carlos Anderson, ayudante de Urquiza y jefe de la Guardia del Palacio, testigo presencial de los sucesos- le tiró con un revólver, y le pegó al lado de la boca: era herida mortal, sin vuelta. El general cayó en el vano de la puerta y en esa posición Nicomedes Coronel le pegó dos puñaladas y tres el cordobés Luengo, el único que venía de militar y que lo alcanzó cuando ya la señora Dolores y Lola, la hija, tomaban el cuerpo y lo entraban en un cuarto, en el cual se encerraron con él yendo a recostarlo en la esquina del frente, donde se conservan hasta ahora, las manchas de sangre en las baldosas".
Ese mismo día eran asesinados en Concordia también sus hijos Justo Carmelo y Waldino; los dos eran amigos íntimos de López Jordán, lo que parece probar que los asesinos no actuaron por orden de López Jordán. Antes del asesinato de Urquiza, Sarmiento se había mostrado más o menos amistoso, pero le resultaba incómoda su presencia y cuando se enteró de que lo habían asesinado por razones políticas, sin averiguar los pormenores del caso, le imputó a López Jordán el homicidio que la historia oficial repetiría una y otra vez.
Sin embargo, Juan Bautista Alberdi, en su obra “Escritos Póstumos” sugiere que Sarmiento bien puede haber sido quien ordenó la muerte de Urquiza.

### Fin del federalismo entrerriano
Tres días más tarde, López Jordán era elegido gobernador por la Legislatura. En su discurso de asunción apoyó la revolución, y apenas mencionó de paso que

"…he deplorado que... no hubiesen hallado otro camino que la víctima ilustre que se inmoló."

La mayor parte de los federales apoyaron la revolución, e incluso José Hernández llegó a hablar de "…su muerte, mil veces merecida."
Más tarde, López Jordán fue acusado de haber querido encabezar una rebelión contra el gobierno nacional. Un año más tarde la provincia fue sometida por la fuerza: los federales, tanto jordanistas como urquicistas, fueron proscriptos, y las garantías que Mitre había acordado tácitamente con Urquiza desaparecieron. La provincia fue ocupada militarmente y perdió la importancia que había tenido.
El asesinato de Urquiza contó con apoyo popular entre los entrerrianos. Esto se debió a las actitudes asumidas por Urquiza: la retirada de la batalla de Pavón, su neutralidad frente al bombardeo de Paysandú, su participación en la guerra contra el Paraguay, las maniobras para evitar la elección de López Jordán y la entrega de la recaudación de impuestos en manos de un particular.

## Homenajes

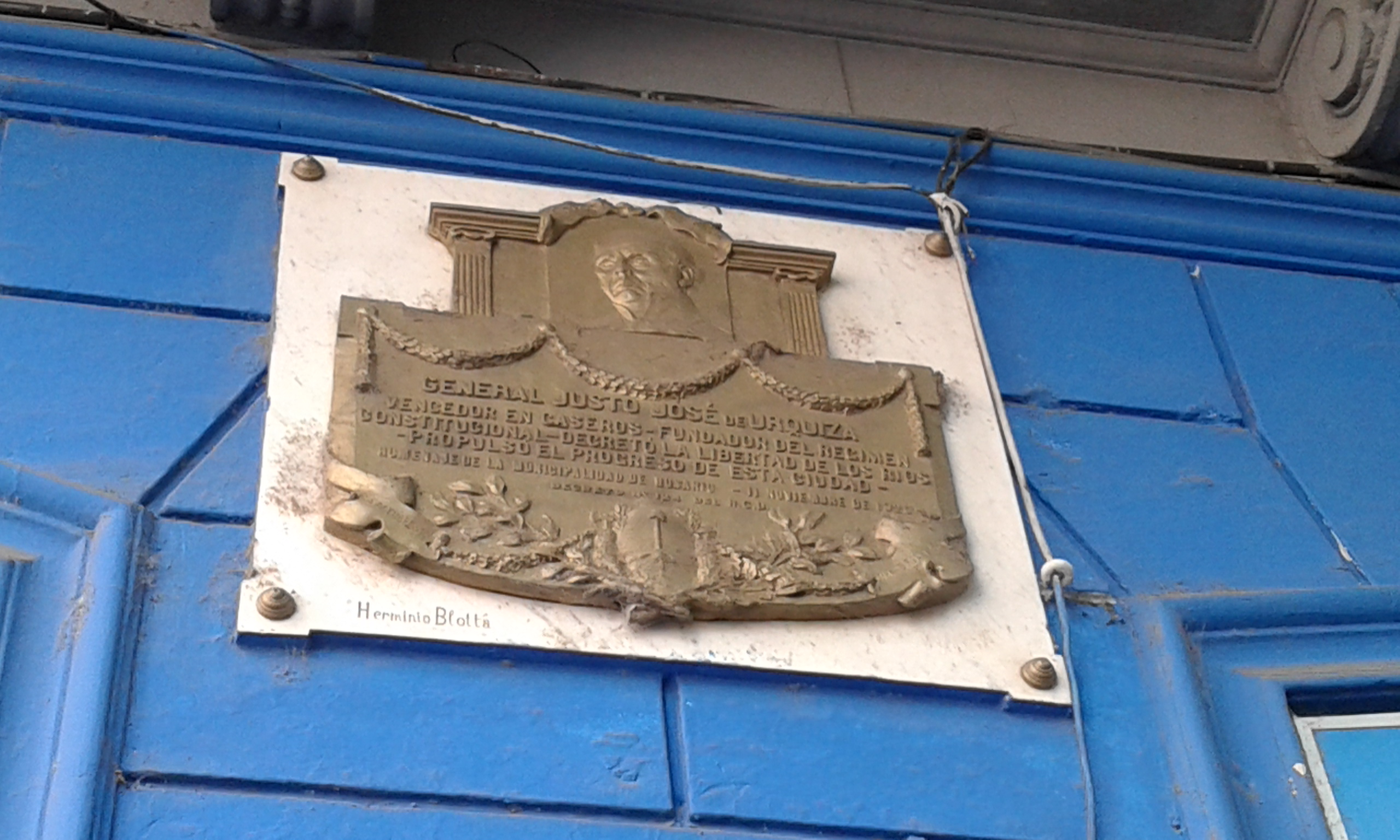
Plaqueta sobre el general Justo José de Urquiza en la calle Urquiza esquina Corrientes en la ciudad de Rosario. En ella dice: "Vencedor en Caseros - fundador del régimen constitucional - decretó la libertad de los ríos - propulsó el progreso de esta ciudad".

En vida, Urquiza fue condecorado por Brasil con la Orden Imperial de Cristo (en 1851) y la Gran Cruz de la Orden Imperial de la Cruz del Sur (en 1856).

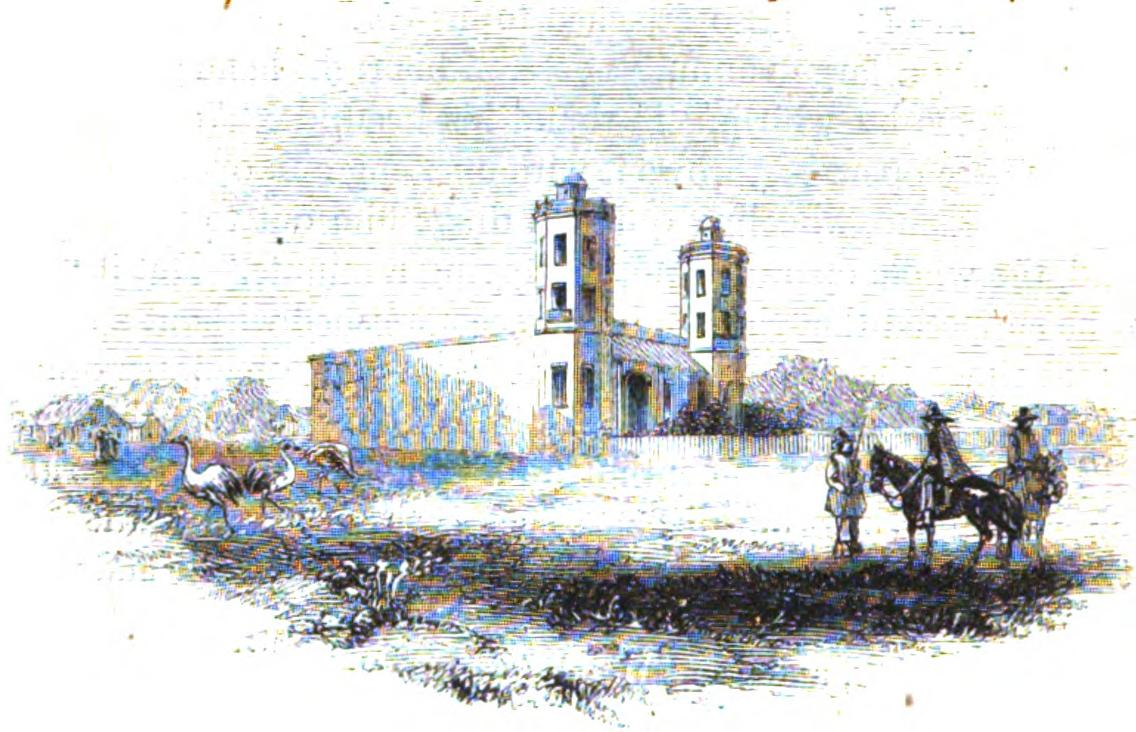
San José, estancia de Urquiza.

Sus restos descansan en la Basílica de la Inmaculada Concepción, en Concepción del Uruguay, provincia de Entre Ríos, República Argentina. Los pequeños poblados de la zona llevan nombres como: 1.º de Mayo (de 1851), Pronunciamiento (01/05/1851), Caseros(por la Batalla), San Justo, San Cipriano (nombre de su hermano y uno de sus hijos).
Varias localidades de la Argentina llevan el nombre de su primer presidente constitucional: Villa Urquiza, en la provincia de Entre Ríos; General Urquiza, en la provincia de Misiones; Juan Anchorena, Estación Urquiza, en la provincia de Buenos Aires; el barrio de Villa Urquiza, en la Ciudad de Buenos Aires. También el Ferrocarril General Urquiza, varias estaciones de ferrocarril, y el Aeropuerto General Justo José de Urquiza, de la ciudad de Paraná.

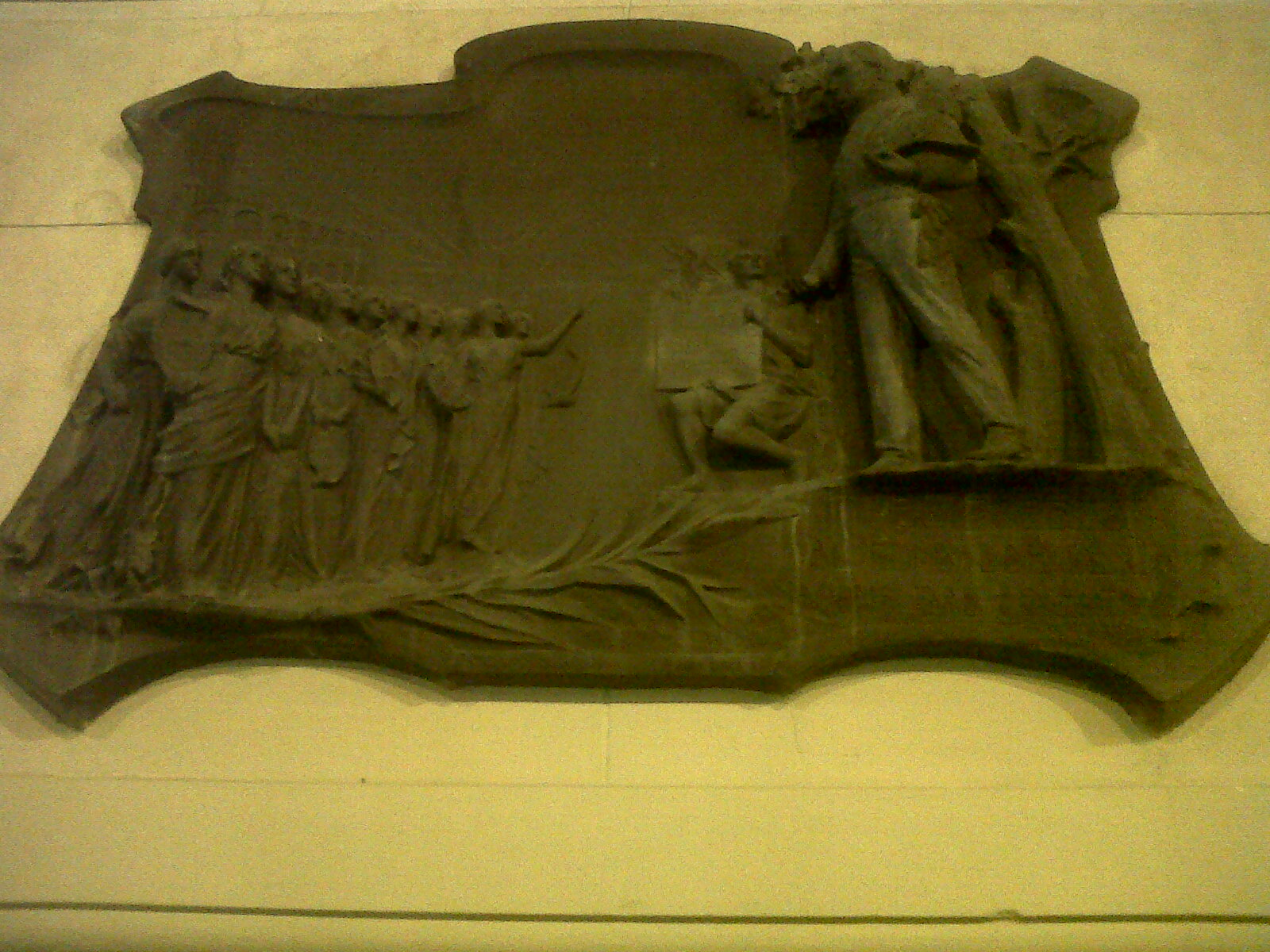
Placa sobre Justo José de Urquiza ubicada en la calle del mismo nombre en la ciudad de Paraná. Está ubicada frente a la plaza 1.º de Mayo, a metros de la municipalidad local.

Gran cantidad de localidades del país llevan su nombre en calles y plazas. En muchas de ellas existen monumentos y bustos con la imagen del general. El parque Urquiza en Rosario y el parque Urquiza en Paraná son algunos ejemplos. Además, en la Ciudad Autónoma de Buenos Aires, se encuentra la escuela secundaria "Justo José de Urquiza" con su nombre por conmemoración.

## Ancestros
| \| \| \| \| \| \| \| \| \| \| \| \| \| \| \| \| \| \| \| \| 16. Juan de Urquiza y Larrea \| \| \| \| \| \| \| \| \| \| \| \| \| \| \| \| \| \| \| \| \| \| \| \| \| \| \| \| \| \| \| \| \| \| \| \| \| \| \| \| \| \| \| \| \| \| \| \| \| \| \| \| \| \| 8. Juan de Urquiza y Lezama \| \| \| \| \| \| \| \| \| \| \| \| \| \| \| \| \| \| \| \| \| \| \| \| \| \| \| \| \| \| \| \| \| \| \| \| \| \| \| \| \| \| \| \| \| \| \| \| \| \| \| \| \| \| 17. Antonia de Lezama Goitía \| \| \| \| \| \| \| \| \| \| \| \| \| \| \| \| \| \| \| \| \| \| \| \| \| \| \| \| \| \| \| \| \| \| \| \| \| \| \| \| \| \| \| \| \| \| \| \| \| \| \| \| \| \| 4. Manuel Antonio de Urquiza y Acha \| \| \| \| \| \| \| \| \| \| \| \| \| \| \| \| \| \| \| \| \| \| \| \| \| \| \| \| \| \| \| \| \| \| \| \| \| \| \| \| \| \| \| \| \| \| \| \| \| \| \| \| \| \| 18. Juan de Acha \| \| \| \| \| \| \| \| \| \| \| \| \| \| \| \| \| \| \| \| \| \| \| \| \| \| \| \| \| \| \| \| \| \| \| \| \| \| \| \| \| \| \| \| \| \| \| \| \| \| \| \| \| \| 9. María Cruz de Acha y Lirimonte \| \| \| \| \| \| \| \| \| \| \| \| \| \| \| \| \| \| \| \| \| \| \| \| \| \| \| \| \| \| \| \| \| \| \| \| \| \| \| \| \| \| \| \| \| \| \| \| \| \| \| \| \| \| 19. María Cruz de Lirimonte \| \| \| \| \| \| \| \| \| \| \| \| \| \| \| \| \| \| \| \| \| \| \| \| \| \| \| \| \| \| \| \| \| \| \| \| \| \| \| \| \| \| \| \| \| \| \| \| \| \| \| \| \| \| 2. José Narciso de Urquiza \| \| \| \| \| \| \| \| \| \| \| \| \| \| \| \| \| \| \| \| \| \| \| \| \| \| \| \| \| \| \| \| \| \| \| \| \| \| \| \| \| \| \| \| \| \| \| \| \| \| \| \| \| \| 20. Pedro de Álzaga \| \| \| \| \| \| \| \| \| \| \| \| \| \| \| \| \| \| \| \| \| \| \| \| \| \| \| \| \| \| \| \| \| \| \| \| \| \| \| \| \| \| \| \| \| \| \| \| \| \| \| \| \| \| 10. Pedro Pablo de Álzaga y de la Hoz \| \| \| \| \| \| \| \| \| \| \| \| \| \| \| \| \| \| \| \| \| \| \| \| \| \| \| \| \| \| \| \| \| \| \| \| \| \| \| \| \| \| \| \| \| \| \| \| \| \| \| \| \| \| 21. Feliciana de la Hoz \| \| \| \| \| \| \| \| \| \| \| \| \| \| \| \| \| \| \| \| \| \| \| \| \| \| \| \| \| \| \| \| \| \| \| \| \| \| \| \| \| \| \| \| \| \| \| \| \| \| \| \| \| \| 5. María Francisca de Paula de Álzaga y Sobrado \| \| \| \| \| \| \| \| \| \| \| \| \| \| \| \| \| \| \| \| \| \| \| \| \| \| \| \| \| \| \| \| \| \| \| \| \| \| \| \| \| \| \| \| \| \| \| \| \| \| \| \| \| \| 22. Diego de Sobrado \| \| \| \| \| \| \| \| \| \| \| \| \| \| \| \| \| \| \| \| \| \| \| \| \| \| \| \| \| \| \| \| \| \| \| \| \| \| \| \| \| \| \| \| \| \| \| \| \| \| \| \| \| \| 11. Francisca de Sobrado y Llantada \| \| \| \| \| \| \| \| \| \| \| \| \| \| \| \| \| \| \| \| \| \| \| \| \| \| \| \| \| \| \| \| \| \| \| \| \| \| \| \| \| \| \| \| \| \| \| \| \| \| \| \| \| \| 23. Rufina de Llantada \| \| \| \| \| \| \| \| \| \| \| \| \| \| \| \| \| \| \| \| \| \| \| \| \| \| \| \| \| \| \| \| \| \| \| \| \| \| \| \| \| \| \| \| \| \| \| \| \| \| \| \| \| \| 1. Justo José de Urquiza \| \| \| \| \| \| \| \| \| \| \| \| \| \| \| \| \| \| \| \| \| \| \| \| \| \| \| \| \| \| \| \| \| \| \| \| \| \| \| \| \| \| \| \| \| \| \| \| \| \| \| \| \| \| 24. - \| \| \| \| \| \| \| \| \| \| \| \| \| \| \| \| \| \| \| \| \| \| \| \| \| \| \| \| \| \| \| \| \| \| \| \| \| \| \| \| \| \| \| \| \| \| \| \| \| \| \| \| \| \| 12. Salvador Ramón-García \| \| \| \| \| \| \| \| \| \| \| \| \| \| \| \| \| \| \| \| \| \| \| \| \| \| \| \| \| \| \| \| \| \| \| \| \| \| \| \| \| \| \| \| \| \| \| \| \| \| \| \| \| \| 25. - \| \| \| \| \| \| \| \| \| \| \| \| \| \| \| \| \| \| \| \| \| \| \| \| \| \| \| \| \| \| \| \| \| \| \| \| \| \| \| \| \| \| \| \| \| \| \| \| \| \| \| \| \| \| 6. Juan Antonio Ramón-García Abrego \| \| \| \| \| \| \| \| \| \| \| \| \| \| \| \| \| \| \| \| \| \| \| \| \| \| \| \| \| \| \| \| \| \| \| \| \| \| \| \| \| \| \| \| \| \| \| \| \| \| \| \| \| \| 26. - \| \| \| \| \| \| \| \| \| \| \| \| \| \| \| \| \| \| \| \| \| \| \| \| \| \| \| \| \| \| \| \| \| \| \| \| \| \| \| \| \| \| \| \| \| \| \| \| \| \| \| \| \| \| 13. Dorotea de Abrego \| \| \| \| \| \| \| \| \| \| \| \| \| \| \| \| \| \| \| \| \| \| \| \| \| \| \| \| \| \| \| \| \| \| \| \| \| \| \| \| \| \| \| \| \| \| \| \| \| \| \| \| \| \| 27. - \| \| \| \| \| \| \| \| \| \| \| \| \| \| \| \| \| \| \| \| \| \| \| \| \| \| \| \| \| \| \| \| \| \| \| \| \| \| \| \| \| \| \| \| \| \| \| \| \| \| \| \| \| \| 3. María Cándida Ramón-García González \| \| \| \| \| \| \| \| \| \| \| \| \| \| \| \| \| \| \| \| \| \| \| \| \| \| \| \| \| \| \| \| \| \| \| \| \| \| \| \| \| \| \| \| \| \| \| \| \| \| \| \| \| \| 28. - \| \| \| \| \| \| \| \| \| \| \| \| \| \| \| \| \| \| \| \| \| \| \| \| \| \| \| \| \| \| \| \| \| \| \| \| \| \| \| \| \| \| \| \| \| \| \| \| \| \| \| \| \| \| 14. Juan Pascual González Fredes \| \| \| \| \| \| \| \| \| \| \| \| \| \| \| \| \| \| \| \| \| \| \| \| \| \| \| \| \| \| \| \| \| \| \| \| \| \| \| \| \| \| \| \| \| \| \| \| \| \| \| \| \| \| 29. - \| \| \| \| \| \| \| \| \| \| \| \| \| \| \| \| \| \| \| \| \| \| \| \| \| \| \| \| \| \| \| \| \| \| \| \| \| \| \| \| \| \| \| \| \| \| \| \| \| \| \| \| \| \| 7. María Gervasia González Monzón \| \| \| \| \| \| \| \| \| \| \| \| \| \| \| \| \| \| \| \| \| \| \| \| \| \| \| \| \| \| \| \| \| \| \| \| \| \| \| \| \| \| \| \| \| \| \| \| \| \| \| \| \| \| 30. Domingo Monzón de la Rosa \| \| \| \| \| \| \| \| \| \| \| \| \| \| \| \| \| \| \| \| \| \| \| \| \| \| \| \| \| \| \| \| \| \| \| \| \| \| \| \| \| \| \| \| \| \| \| \| \| \| \| \| \| \| 15. Catalina de Sena de Monzón y Ladrón de Guevara \| \| \| \| \| \| \| \| \| \| \| \| \| \| \| \| \| \| \| \| \| \| \| \| \| \| \| \| \| \| \| \| \| \| \| \| \| \| \| \| \| \| \| \| \| \| \| \| \| \| \| \| \| \| 31. Paula Ladrón de Guevara Morales \| \| \| \| \| \| \| \| \| \| \| \| \| \| \| \| \| \| \| \| \| \| \| \| \| \| \| \| \| \| \| \| \| \| \| \| \| \| \| \| \| \| \| \| \| \| \| \| \| \| \| \| |                                                    |  |  |  |  |  |  |  |  |  |  |  |  |  |  |  |
| |                                                    |  |  |  |  |  |  |  |  |  |  |  |  |  |  |  |
| | 16. Juan de Urquiza y Larrea                       |  |  |  |  |  |  |  |  |  |  |  |  |  |  |  |
| |                                                    |  |  |  |  |  |  |  |  |  |  |  |  |  |  |  |
| |                                                    |  |  |  |  |  |  |  |  |  |  |  |  |  |  |  |
| | 8. Juan de Urquiza y Lezama                        |  |  |  |  |  |  |  |  |  |  |  |  |  |  |  |
| |                                                    |  |  |  |  |  |  |  |  |  |  |  |  |  |  |  |
| |                                                    |  |  |  |  |  |  |  |  |  |  |  |  |  |  |  |
| | 17. Antonia de Lezama Goitía                       |  |  |  |  |  |  |  |  |  |  |  |  |  |  |  |
| |                                                    |  |  |  |  |  |  |  |  |  |  |  |  |  |  |  |
| |                                                    |  |  |  |  |  |  |  |  |  |  |  |  |  |  |  |
| | 4. Manuel Antonio de Urquiza y Acha                |  |  |  |  |  |  |  |  |  |  |  |  |  |  |  |
| |                                                    |  |  |  |  |  |  |  |  |  |  |  |  |  |  |  |
| |                                                    |  |  |  |  |  |  |  |  |  |  |  |  |  |  |  |
| | 18. Juan de Acha                                   |  |  |  |  |  |  |  |  |  |  |  |  |  |  |  |
| |                                                    |  |  |  |  |  |  |  |  |  |  |  |  |  |  |  |
| |                                                    |  |  |  |  |  |  |  |  |  |  |  |  |  |  |  |
| | 9. María Cruz de Acha y Lirimonte                  |  |  |  |  |  |  |  |  |  |  |  |  |  |  |  |
| |                                                    |  |  |  |  |  |  |  |  |  |  |  |  |  |  |  |
| |                                                    |  |  |  |  |  |  |  |  |  |  |  |  |  |  |  |
| | 19. María Cruz de Lirimonte                        |  |  |  |  |  |  |  |  |  |  |  |  |  |  |  |
| |                                                    |  |  |  |  |  |  |  |  |  |  |  |  |  |  |  |
| |                                                    |  |  |  |  |  |  |  |  |  |  |  |  |  |  |  |
| | 2. José Narciso de Urquiza                         |  |  |  |  |  |  |  |  |  |  |  |  |  |  |  |
| |                                                    |  |  |  |  |  |  |  |  |  |  |  |  |  |  |  |
| |                                                    |  |  |  |  |  |  |  |  |  |  |  |  |  |  |  |
| | 20. Pedro de Álzaga                                |  |  |  |  |  |  |  |  |  |  |  |  |  |  |  |
| |                                                    |  |  |  |  |  |  |  |  |  |  |  |  |  |  |  |
| |                                                    |  |  |  |  |  |  |  |  |  |  |  |  |  |  |  |
| | 10. Pedro Pablo de Álzaga y de la Hoz              |  |  |  |  |  |  |  |  |  |  |  |  |  |  |  |
| |                                                    |  |  |  |  |  |  |  |  |  |  |  |  |  |  |  |
| |                                                    |  |  |  |  |  |  |  |  |  |  |  |  |  |  |  |
| | 21. Feliciana de la Hoz                            |  |  |  |  |  |  |  |  |  |  |  |  |  |  |  |
| |                                                    |  |  |  |  |  |  |  |  |  |  |  |  |  |  |  |
| |                                                    |  |  |  |  |  |  |  |  |  |  |  |  |  |  |  |
| | 5. María Francisca de Paula de Álzaga y Sobrado    |  |  |  |  |  |  |  |  |  |  |  |  |  |  |  |
| |                                                    |  |  |  |  |  |  |  |  |  |  |  |  |  |  |  |
| |                                                    |  |  |  |  |  |  |  |  |  |  |  |  |  |  |  |
| | 22. Diego de Sobrado                               |  |  |  |  |  |  |  |  |  |  |  |  |  |  |  |
| |                                                    |  |  |  |  |  |  |  |  |  |  |  |  |  |  |  |
| |                                                    |  |  |  |  |  |  |  |  |  |  |  |  |  |  |  |
| | 11. Francisca de Sobrado y Llantada                |  |  |  |  |  |  |  |  |  |  |  |  |  |  |  |
| |                                                    |  |  |  |  |  |  |  |  |  |  |  |  |  |  |  |
| |                                                    |  |  |  |  |  |  |  |  |  |  |  |  |  |  |  |
| | 23. Rufina de Llantada                             |  |  |  |  |  |  |  |  |  |  |  |  |  |  |  |
| |                                                    |  |  |  |  |  |  |  |  |  |  |  |  |  |  |  |
| |                                                    |  |  |  |  |  |  |  |  |  |  |  |  |  |  |  |
| | 1. Justo José de Urquiza                           |  |  |  |  |  |  |  |  |  |  |  |  |  |  |  |
| |                                                    |  |  |  |  |  |  |  |  |  |  |  |  |  |  |  |
| |                                                    |  |  |  |  |  |  |  |  |  |  |  |  |  |  |  |
| | 24. -                                              |  |  |  |  |  |  |  |  |  |  |  |  |  |  |  |
| |                                                    |  |  |  |  |  |  |  |  |  |  |  |  |  |  |  |
| |                                                    |  |  |  |  |  |  |  |  |  |  |  |  |  |  |  |
| | 12. Salvador Ramón-García                          |  |  |  |  |  |  |  |  |  |  |  |  |  |  |  |
| |                                                    |  |  |  |  |  |  |  |  |  |  |  |  |  |  |  |
| |                                                    |  |  |  |  |  |  |  |  |  |  |  |  |  |  |  |
| | 25. -                                              |  |  |  |  |  |  |  |  |  |  |  |  |  |  |  |
| |                                                    |  |  |  |  |  |  |  |  |  |  |  |  |  |  |  |
| |                                                    |  |  |  |  |  |  |  |  |  |  |  |  |  |  |  |
| | 6. Juan Antonio Ramón-García Abrego                |  |  |  |  |  |  |  |  |  |  |  |  |  |  |  |
| |                                                    |  |  |  |  |  |  |  |  |  |  |  |  |  |  |  |
| |                                                    |  |  |  |  |  |  |  |  |  |  |  |  |  |  |  |
| | 26. -                                              |  |  |  |  |  |  |  |  |  |  |  |  |  |  |  |
| |                                                    |  |  |  |  |  |  |  |  |  |  |  |  |  |  |  |
| |                                                    |  |  |  |  |  |  |  |  |  |  |  |  |  |  |  |
| | 13. Dorotea de Abrego                              |  |  |  |  |  |  |  |  |  |  |  |  |  |  |  |
| |                                                    |  |  |  |  |  |  |  |  |  |  |  |  |  |  |  |
| |                                                    |  |  |  |  |  |  |  |  |  |  |  |  |  |  |  |
| | 27. -                                              |  |  |  |  |  |  |  |  |  |  |  |  |  |  |  |
| |                                                    |  |  |  |  |  |  |  |  |  |  |  |  |  |  |  |
| |                                                    |  |  |  |  |  |  |  |  |  |  |  |  |  |  |  |
| | 3. María Cándida Ramón-García González             |  |  |  |  |  |  |  |  |  |  |  |  |  |  |  |
| |                                                    |  |  |  |  |  |  |  |  |  |  |  |  |  |  |  |
| |                                                    |  |  |  |  |  |  |  |  |  |  |  |  |  |  |  |
| | 28. -                                              |  |  |  |  |  |  |  |  |  |  |  |  |  |  |  |
| |                                                    |  |  |  |  |  |  |  |  |  |  |  |  |  |  |  |
| |                                                    |  |  |  |  |  |  |  |  |  |  |  |  |  |  |  |
| | 14. Juan Pascual González Fredes                   |  |  |  |  |  |  |  |  |  |  |  |  |  |  |  |
| |                                                    |  |  |  |  |  |  |  |  |  |  |  |  |  |  |  |
| |                                                    |  |  |  |  |  |  |  |  |  |  |  |  |  |  |  |
| | 29. -                                              |  |  |  |  |  |  |  |  |  |  |  |  |  |  |  |
| |                                                    |  |  |  |  |  |  |  |  |  |  |  |  |  |  |  |
| |                                                    |  |  |  |  |  |  |  |  |  |  |  |  |  |  |  |
| | 7. María Gervasia González Monzón                  |  |  |  |  |  |  |  |  |  |  |  |  |  |  |  |
| |                                                    |  |  |  |  |  |  |  |  |  |  |  |  |  |  |  |
| |                                                    |  |  |  |  |  |  |  |  |  |  |  |  |  |  |  |
| | 30. Domingo Monzón de la Rosa                      |  |  |  |  |  |  |  |  |  |  |  |  |  |  |  |
| |                                                    |  |  |  |  |  |  |  |  |  |  |  |  |  |  |  |
| |                                                    |  |  |  |  |  |  |  |  |  |  |  |  |  |  |  |
| | 15. Catalina de Sena de Monzón y Ladrón de Guevara |  |  |  |  |  |  |  |  |  |  |  |  |  |  |  |
| |                                                    |  |  |  |  |  |  |  |  |  |  |  |  |  |  |  |
| |                                                    |  |  |  |  |  |  |  |  |  |  |  |  |  |  |  |
| | 31. Paula Ladrón de Guevara Morales                |  |  |  |  |  |  |  |  |  |  |  |  |  |  |  |
| |                                                    |  |  |  |  |  |  |  |  |  |  |  |  |  |  |  |
| |                                                    |  |  |  |  |  |  |  |  |  |  |  |  |  |  |  |